# Kalendarium II wojny światowej – Europa
Kalendarium II wojny światowej – Europa

## 1939
- 1 września – III Rzesza – na podstawie paktu Ribbentrop-Mołotow – zaatakowała Wehrmachtem terytorium Polski i Wolnego Miasta Gdańska. Tym samym rozpoczęła agresję na Polskę bez wymaganego prawem międzynarodowym wypowiedzenia wojny.
- 3 września:
  - Francja, Wielka Brytania (oraz członkowie Brytyjskiej Wspólnoty Narodów: Australia, Nowa Zelandia i Indie) wypowiedziały III Rzeszy wojnę.
  - niemiecki okręt podwodny U-30 zatopił brytyjski statek pasażerski „Athenia”.
- 4 września – W Paryżu podpisano układ interpretacyjny do sojuszu polsko-francuskiego z marca, zapowiadający uderzenie armii francuskiej pełnymi siłami w ciągu 15 dni.
- 6 września:
  - wojska francuskie rozpoczęły siłami 12 dywizji ofensywę w rejonie Saarbrücken, na przedpolu Linii Zygfryda. Ofensywa trwała do 12 września 1939
  - Związek Południowej Afryki wypowiedział wojnę Niemcom.
- 10 września – Kanada wypowiedziała wojnę Niemcom.
- 12 września – we francuskim miasteczku Abbeville odbyła się tajna narada premierów i dowódców wojskowych Wielkiej Brytanii i Francji, na której zdecydowano, że nie zostaną podjęte żadne poważniejsze działania w celu odciążenia samotnie walczącej Polski. Francuzi przyjęli postawę wyczekującą. Rozpoczęła się tzw. dziwna wojna” (niem. '„sitzkrieg” – wojna siedząca). Było to złamaniem pisemnych zobowiązań sojuszniczych Francji i Wielkiej Brytanii wobec Polski, zobowiązujących do ofensywy powietrznej przeciw III Rzeszy z chwilą przystąpienia do wojny i do pełnej ofensywy lądowej w 15. dniu od rozpoczęcia mobilizacji przez Francję.
- 16 września: zawieszenie broni między ZSRR a Japonią po przegranej przez Japończyków bitwie nad Chałchin-Goł w Mongolii.
- 17 września:
  - ZSRR w nocie skierowanej do ambasadora RP w Moskwie stwierdził „zaprzestanie istnienia państwa polskiego”. Równolegle rozpoczęła się agresja ZSRR na Polskę – atak Armii Czerwonej na oddziały Wojska Polskiego a lotnictwa sowieckiego na wojsko i ludność cywilną. Późnym wieczorem Prezydent i Rząd RP przekroczyli granicę polsko-rumuńską wobec zbliżania się czołgów sowieckich. Przed opuszczeniem terytorium Polski Prezydent RP wydał odezwę do narodu.
  - niemiecki okręt podwodny U-29 zatopił brytyjski lotniskowiec HMS „Courageous”
- 18 września – w nocy wódz naczelny marszałek Edward Śmigły-Rydz przekroczył granicę polsko-rumuńską.
- 28 września:
  - Skapitulowała stolica Polski, Warszawa.
  - Ministrowie spraw zagranicznych III Rzeszy Joachim von Ribbentrop i Związku Radzieckiego Wiaczesław Mołotow podpisali w Moskwie układ o granicach i przyjaźni z tajnymi protokołami. Jeden z protokołów przewidywał współpracę w zwalczaniu polskiej działalności niepodległościowej.
- 30 września – niemiecki pancernik Admiral Graf Spee zatopił brytyjski statek pasażerski Clement.
- 6 października:
  - weszło w życie porozumienie kapitulacyjne ostatniego zwartego ugrupowania Wojska Polskiego – SGO „Polesie”. Koniec walk wojsk regularnych w kampanii wrześniowej.
  - w przemówieniu w Reichstagu Adolf Hitler zaproponował publicznie pokój Francji i Wielkiej Brytanii pod warunkiem uznania podziału Polski przez Niemcy i ZSRR.
- 12 października – w przemówieniu w Izbie Gmin Neville Chamberlain oficjalnie odrzucił propozycję Hitlera.
- 14 października – w głównej bazie Royal Navy w Scapa Flow, po storpedowaniu przez niemiecki okręt podwodny U-47, zatonął pancernik HMS Royal Oak. Zginęło 833 spośród 1234 członków załogi.
- 18 października – na podstawie wymuszonych paktów o wzajemnej pomocy Armia Czerwona wkroczyła do Estonii.
- 7 listopada – Władysław Sikorski mianowany Naczelnym Wodzem i Generalnym Inspektorem Sił Zbrojnych.
- 8 listopada:
  - w Monachium miał miejsce nieudany zamach bombowy na Adolfa Hitlera.
  - z holenderskiego miasteczka Venlo nad granicą z Niemcami, po zwabieniu podstępem, zostali uprowadzeni przez funkcjonariuszy niemieckiej służby bezpieczeństwa Sicherheitsdienst dwaj wysocy oficerowie brytyjskiego wywiadu MI6: kpt. S. Payne Best oraz mjr H. R. Stevens.
- 19 listopada – dokonano oblotu ciężkiego bombowca Heinkel He 177.
- 22 listopada – Rząd RP na uchodźstwie przeniósł się z Paryża do Angers.
- 23 listopada – brytyjski krążownik HMS Rawalpindi został zatopiony na północnym Atlantyku przez niemieckie pancerniki Scharnhorst i Gneisenau; zginęło 279 członków załogi.
- 26 listopada – po ostrzelaniu przez artylerię sowiecką radzieckiej wioski Mainila i obarczeniu tym faktem Finlandii rząd ZSRR wypowiedział Finlandii pakt o nieagresji. Sowieci zażądali od Finów wycofania się na odległość 25 km od granicy – opuszczenia linii fortyfikacji Linii Mannerheima.
- 30 listopada – ZSRR bez wypowiedzenia wojny zaatakował Finlandię. Rozpoczęła się wojna zimowa.
- 3 grudnia – brytyjski bombowiec zbombardował po raz pierwszy terytorium Niemiec, zrzucając bombę na wyspę Helgoland.
- 9 grudnia – prezydent Władysław Raczkiewicz powołał we Francji Radę Narodową Rzeczypospolitej Polskiej.
- 7 grudnia – wojna radziecko-fińska: rozpoczęła się bitwa pod Suomussalmi.
- 12 grudnia – wojna radziecko-fińska: zwycięstwo wojsk fińskich w bitwie koło Tolvajärvi.
- 27–28 grudnia – wojna radziecko-fińska: wojska fińskie, wykorzystując nieprzygotowanie Rosjan do prowadzenia działań wojennych zimą oraz częste błędy taktyczne, zniszczyły 2 dywizje piechoty oraz jedną zmechanizowaną.

## 1940
- 1 stycznia – w Wielkiej Brytanii ogłoszono powszechną mobilizację.
- 4 stycznia – w Paryżu podpisano polsko-francuski układ wojskowy o odtworzeniu we Francji Polskich Sił Zbrojnych. Podpisali go premierzy obu krajów – gen. Władysław Sikorski oraz Édouard Daladier.
- 7 stycznia – wojna radziecko-fińska: zdecydowanym zwycięstwem Finów zakończyła się bitwa na drodze Raate.
- 13 stycznia – w Belgii w związku z przejęciem przez aliantów niemieckich planów inwazji będących kopią planu Schlieffena została ogłoszona powszechna mobilizacja. Niemcy dowiedzieli się o tym i wycofali swoje jednostki do koszar.
- 15 stycznia – wojna radziecko-fińska: wojska sowieckie rozpoczęły bombardowanie pozycji fińskich w pobliżu miejscowości Summa. Trwało ono do końca miesiąca.
- 21 stycznia – wojna radziecko-fińska: lotnictwo radzieckie zbombardowało Oulu.
- 24 stycznia – Marszałek III Rzeszy Hermann Göring powierzył Reinhardowi Heydrichowi „rozwiązanie problemu żydowskiego za pomocą ewakuacji bądź przymusowej emigracji”.
- 11 lutego – wojna radziecko-fińska: rozpoczęły się walki radziecko-fińskie na linii Mannerheima.
- 12 lutego – III Rzesza i Związek Radziecki zawarły umowę handlową.
- 16 lutego – u wybrzeży Norwegii załoga brytyjskiego niszczyciela HMS Cossack dokonała abordażu na niemiecki okręt Altmark, uwalniając 299 brytyjskich jeńców.
- 22 lutego – bitwa o Atlantyk: podczas operacji przeciw brytyjskiemu rybołówstwu na Morzu Północnym został omyłkowo zbombardowany przez własny bombowiec niemiecki niszczyciel Z1 Leberecht Maass, w wyniku czego zatonął. Zginęło 282 członków załogi, uratowano 60, z których jeden zmarł.
- 23 lutego – na Morzu Północnym brytyjski niszczyciel HMS Gurkha zatopił niemiecki okręt podwodny U-53; zginęło 42 członków załogi.
- 1 marca – Hitler wydał rozporządzenie w sprawie przygotowania inwazji na Norwegię.
- 5 marca – Biuro Polityczne KC WKP(b) podjęło decyzję o wymordowaniu ok. 25. tysięcy polskich jeńców wojennych.
- 6 marca – wojna radziecko-fińska: najskuteczniejszy w historii wojen fiński snajper Simo Häyhä, który zastrzelił ponad 705 żołnierzy radzieckich, został ciężko ranny w wyniku postrzału w twarz.
- 8 marca – dekrety polskie: w Niemczech wprowadzono obowiązek noszenia oznaczenia „P” przez polskich robotników przymusowych.
- 11 marca – brytyjski bombowiec Bristol Blenheim zatopił na Morzu Północnym odbywający próbny rejs niemiecki okręt podwodny U-31. Zginęła cała 48-osobowa załoga i 10 cywilnych specjalistów.
- 12 marca – podpisano porozumienie pokojowe pomiędzy Związkiem Radzieckim a Finlandią, kończące wojnę zimową, w wyniku którego Finlandia straciła ok. 10% swojego terytorium.
- 13 marca – niemiecki okręt podwodny U-44 z 47-osobową załogą zatonął na brytyjskim polu minowym na Morzu Północnym.
- 26 marca – Hitler podjął decyzję o rozpoczęciu ofensywy na Zachodzie natychmiast po operacji w Norwegii.
- 27 marca – bitwa o Atlantyk: na wodach cieśniny Skagerrak zaginął niemiecki okręt podwodny U-22 wraz z 27-osobową załogą.
- 3 kwietnia – zbrodnia katyńska: rozpoczęły się masowe egzekucje polskich jeńców wojennych z obozów sowieckich w Kozielsku, Ostaszkowie i Starobielsku.
- 4 kwietnia – zbrodnia katyńska: rozpoczęła się likwidacja obozu jenieckiego w Ostaszkowie.
- 5 kwietnia – zbrodnia katyńska: rozpoczęła się likwidacja obozu jenieckiego w Starobielsku na Ukrainie.
- 6 kwietnia – bitwa o Atlantyk: niemiecki okręt podwodny U-50 zatonął wraz z 44-osobową załogą po wejściu na brytyjską minę u wybrzeży Norwegii.
- 8 kwietnia – u wybrzeży Norwegii okręt podwodny ORP Orzeł zatopił niemiecki statek z transportem wojska MS Rio de Janeiro; zginęło około 200 osób, około 180 zostało uratowanych.
- 9 kwietnia:
  - kampania norweska: Niemcy zaatakowali Danię i Norwegię (operacja „Weserübung”); Dania skapitulowała.
  - kampania norweska: Niemcy opanowali port Narwik w północnej części Norwegii oraz inne porty, w tym stolicę Oslo.
- 10 kwietnia:
  - kampania norweska: pierwsza bitwa morska pod Narwikiem.
  - Islandia zerwała unię z Danią po zajęciu jej przez Niemców.
- 13 kwietnia – kampania norweska: zwycięstwo Brytyjczyków w II bitwie morskiej pod Narwikiem.
- 14 kwietnia – kampania norweska: pod Narwikiem wylądowały brytyjsko-francusko-polskie siły ekspedycyjne.
- 15 kwietnia – kampania norweska: dokonano desantu oddziałów sprzymierzonych pod Narwikiem.
- 22 kwietnia – zbrodnia katyńska: zginęła podporucznik pilot Janina Lewandowska, jedyna kobieta – ofiara zbrodni katyńskiej, pilot szybowcowy i samolotowy, córka generała Dowbor-Muśnickiego.
- 27 kwietnia – Reichsführer-SS Heinrich Himmler wydał inspektorowi obozów koncentracyjnych Oberführerowi Richardowi Glüecksowi rozkaz założenia w Oświęcimiu obozu koncentracyjnego. W ten sposób rozpoczęła się historia zespołu niemieckich obozów koncentracyjnych, Auschwitz-Birkenau.
- 28 kwietnia – kampania norweska: podczas niemieckiego nalotu na Molde król Haakon VII i jego syn, następca tronu książę Olaf demonstracyjnie przeczekali bombardowanie na otwartym terenie pod brzozą, która nazwana później królewską stała się symbolem norweskiego oporu przeciwko agresji niemieckiej.
- 30 kwietnia – kampania norweska: armia norweska skapitulowała w południowej części Norwegii.
- 3 maja – polska załoga przejęła od Wielkiej Brytanii niszczyciel ORP Garland.
- 4 maja – kampania norweska: pod Narwikiem zatonął polski niszczyciel ORP Grom, zatopiony przez samoloty niemieckie (zginęło 59 członków załogi).
- 10 maja:
  - Niemcy zaatakowali Francję, Belgię, Holandię i Luksemburg.
  - nowym premierem Wielkiej Brytanii, po dymisji Chamberlaina, został Winston Churchill.
  - wojska brytyjskie wkroczyły na Islandię.
- 11 maja – kampania belgijska: zwycięstwo Niemców w bitwie o Fort Eben-Emael.
- 12 maja – rozpoczęła się Bitwa o Afsluitdijk.
- 13 maja:
  - rozpoczęła się bitwa nad Mozą.
  - nowy brytyjski premier Winston Churchill oznajmił w inauguracyjnym przemówieniu przed Izbą Gmin, że może obiecać jedynie krew, pot i łzy.
- 14 maja:
  - kapitulacja armii holenderskiej.
  - w Norwegii został zbombardowany przez niemieckie lotnictwo statek pasażerski MS Chrobry.
  - zakończyła się Bitwa o Afsluitdijk.
- 14–15 maja – wojska niemieckie sforsowały Mozę.
- 15 maja – kampania norweska: zbombardowany poprzedniego dnia statek pasażerski MS Chrobry został dobity torpedą zrzuconą przez samolot brytyjski i zatonął.
- 17 maja – kampania belgijska: wojska niemieckie zajęły Brukselę.
- 19 maja – Niemcy osiągnęli brzeg La Manche i odcięli główne siły sprzymierzonych we Flandrii.
- 20 maja – pierwszy transport (30 niemieckich więźniów kryminalnych) do obozu Auschwitz-Birkenau
- 23 maja – po raz ostatni nawiązano kontakt z okrętem podwodnym ORP Orzeł. Okręt wyszedł tego dnia w swój ostatni rejs, z którego nie powrócił. Zatonął na Morzu Północnym, prawdopodobnie 25 maja.
- 26 maja – rozpoczęła się ewakuacja wojsk alianckich z Dunkierki – operacja Dynamo.
- 27 maja – kampania francuska: w wiosce Le Paradis w departamencie Pas-de-Calais żołnierze 3. dywizji pancernej SS Totenkopf zamordowali 97 brytyjskich jeńców wojennych.
- 28 maja:
  - wojska francusko-brytyjskie i polskie (Samodzielna Brygada Strzelców Podhalańskich) gen. Szyszko-Bohusza po ciężkich walkach z wojskami niemieckimi zdobyły Narwik.
  - kapitulacja armii belgijskiej.
- 3 czerwca – Paryż został zbombardowany przez Luftwaffe.
- 4 czerwca:
  - zakończyła się ewakuacja brytyjskiego korpusu ekspedycyjnego z Dunkierki.
  - rozpoczęła się ewakuacja wojsk alianckich z Norwegii.
- 5 czerwca – kampania francuska: rozpoczęła się druga faza niemieckiego podboju Francji pod kryptonimem „Fall Rot”. Wojska niemieckie przełamały front na linii rzek Somma i Aisne.
- 6 czerwca – kampania francuska: zakończyła się ewakuacja wojsk brytyjskich i francuskich z Dunkierki do Wielkiej Brytanii.
- 8 czerwca:
  - okręt podwodny ORP Orzeł nie powrócił planowo do brytyjskiego portu, został uznany za stracony 11 czerwca.
  - kampania norweska: ostatni żołnierze alianccy ewakuowali się z Narwiku. W trakcie ewakuacji został zatopiony przez Niemców lotniskowiec HMS Glorious oraz eskortujące go niszczyciele HMS Ardent i HMS Acasta, w wyniku czego zginęło 1519 osób na ich pokładach.
- 10 czerwca:
  - Włochy wypowiedziały wojnę Francji i Wielkiej Brytanii.
  - skapitulowała Norwegia, wojska alianckie wycofały się z Norwegii.
- 11 czerwca:
  - Włosi rozpoczęli natarcie na Francję przez Alpy.
  - kampania śródziemnomorska: Włosi zbombardowali Maltę.
  - ORP „Orzeł” został uznany za utracony.
- 14 czerwca:
  - wojska niemieckie zajęły Paryż.
  - ZSRR wystosował ultimatum do rządu litewskiego, domagając się jego ustąpienia i zgody na wejście Armii Czerwonej na teren Litwy.
  - Armia Czerwona rozpoczęła okupację wojskową Litwy (aneksja przez ZSRR – sierpień 1940.)
- 17 czerwca:
  - Armia Czerwona rozpoczęła okupację wojskową Łotwy i Estonii (aneksja przez ZSRR – sierpień 1940).
  - operacja „Ariel”: w czasie ewakuacji brytyjskich wojsk z Dunkierki kilka tysięcy osób zginęło w wyniku zatopienia brytyjskiego statku pasażerskiego RMS Lancastria przez niemieckie nurkowce Junkers Ju 88.
- 18 czerwca:
  - Gen. Charles de Gaulle wygłosił na antenie radia BBC przemówienie do narodu francuskiego, w którym wezwał do walki z niemieckim okupantem.
  - kampania francuska: w wyniku niemieckiego bombardowania stacji kolejowej w Thouars zginęło i zmarło z ran 36 polskich żołnierzy, w tym 28 oficerów.
  - kampania francuska: zwycięstwem Niemców zakończyła się bitwa pod Legarde, w której udział wzięła 1. Dywizja Grenadierów gen. Bronisława Ducha.
- 22 czerwca – Francja podpisuje zawieszenie broni z III Rzeszą; generał armii Charles Huntziger w imieniu marszałka Petaina podpisał rozejm w Compiègne.
- 23 czerwca – Adolf Hitler przybył do zdobytego Paryża.
- 24 czerwca – włoski okręt podwodny Luigi Galvani został zatopiony w Zatoce Omańskiej przez brytyjski slup HMS Falmouth. Zginęło 25 członków załogi, a 31 (w tym kapitan) zostało uratowanych przez Brytyjczyków.
- 24/25 czerwca – w nocy brytyjscy komandosi dokonali rajdu na wybrzeże w okolicach Boulogne w okupowanej przez Niemców Francji.
- 25 czerwca – weszło w życie zawieszenie broni między Niemcami a Francją. Niemcy rozpoczęły okupację północnej i zachodniej części Francji. W części nieokupowanej utworzono tzw. Państwo Francuskie z rządem w Vichy.
- 26 czerwca – ZSRR wystosował ultimatum wobec Rumunii z żądaniem oddania Besarabii i północnej Bukowiny.
- 28 czerwca:
  - Rumunia wypełniła radzieckie ultimatum i scedowała Besarabię na rzecz ZSRR.
  - rząd brytyjski uznał Charles’a de Gaulle’a za przywódcę wszystkich wolnych Francuzów.
- 30 czerwca – wojska niemieckie rozpoczęły okupację brytyjskich wysp Wysp Normandzkich na kanale La Manche.
- 2 lipca – Hitler wydał rozkaz opracowania planu uderzenia na Wyspy Brytyjskie (operacja „Seelöwe”).
- 3 lipca:
  - Wilno wraz z całą Litwą zostało wcielone siłą do ZSRR.
  - brytyjska marynarka wojenna przeprowadziła akcję przejęcia lub zniszczenia francuskich okrętów wojennych w portach brytyjskich i śródziemnomorskich, po podpisaniu przez Francję separatystycznego zawieszenia broni z Niemcami.
- 5 lipca – Wielka Brytania i francuski rząd Vichy zerwały stosunki dyplomatyczne.
- 9 lipca – nierozstrzygnięta włosko-brytyjska bitwa koło przylądka Stilo.
- 10 lipca:
  - niemieckie lotnictwo rozpoczęło naloty bombowe na cele wojskowe w południowej Anglii i na brytyjskie konwoje na La Manche. Rozpoczęła się bitwa o Anglię.
  - zebrane w Tuluzie Zgromadzenie Narodowe Republiki (Senat i Izba Deputowanych łącznie), z pominięciem Prezydenta Republiki Alberta Lebrun udzieliło nadzwyczajnych pełnomocnictw premierowi, marszałkowi Pétain, który na ich podstawie ogłosił się „głową państwa francuskiego” („L’ État Français”).
- 19 lipca – zwycięstwo aliantów w starciu z dwoma krążownikami włoskimi koło przylądka Spatha.
- 2 sierpnia:
  - bitwa o Anglię: sformowano Dywizjon 303 w angielskiej bazie RAF Northolt.
  - do obozu koncentracyjnego Groß-Rosen przybył pierwszy transport więźniów.
- 5 sierpnia – Łotwa została włączona do ZSRR.
- 8 sierpnia – rozpoczęła się druga faza bitwy o Anglię.
- 13 sierpnia – bitwa o Anglię: Niemcy rozpoczęli powietrzny atak na Anglię (operacja „Adler”).
- 24 sierpnia – bitwa o Anglię: Antoni Głowacki, jako jedyny polski pilot, zestrzelił w ciągu jednego dnia 5 niemieckich samolotów.
- 7 września – bitwa o Anglię: potężne bombardowanie Londynu z udziałem tysiąca niemieckich samolotów; zginęło 450 osób, 1600 zostało rannych.
- 13 września – bitwa o Anglię: niemieckie bomby zniszczyły pałac Buckingham w Londynie.
- 15 września – kulminacyjny dzień bitwy o Anglię. Rekord zestrzeleń polskich pilotów: 26 niemieckich samolotów w ciągu jednego dnia.
- 17 września – Hitler odwołał inwazję na Wielką Brytanię.
- 27 września – Niemcy, Włochy i Japonia podpisały trójstronne porozumienie wojskowe (tzw. pakt trzech lub pakt berliński).
- 18–19 października – niemieckie okręty podwodne zatopiły 28 statków, z płynących do Wielkiej Brytanii konwojów SC-7 i HX-79.
- 28 października:
  - wojna włosko-grecka: Włochy zaatakowały Grecję. Atak był przeprowadzony z terytorium Albanii.
  - u wybrzeży Irlandii zatonął po niemieckim ataku torpedowym brytyjski liniowiec pasażerski RMS Empress of Britain.
- 31 października – zakończyła się bitwa o Anglię.
- 11/12 listopada – nocny lotniczy atak na Tarent.
- 14 listopada:
  - Grecy przeszli do ofensywy i wyparłszy Włochów z własnego terytorium wkroczyli do Albanii.
  - bitwa o Anglię: ciężkie bombardowanie Coventry.
- 16 listopada – w odwecie za zbombardowanie Coventry dwa dni wcześniej, samoloty RAF dokonały nalotu na Hamburg.
- 27 listopada – bitwa koło przylądka Spartivento zakończona zwycięstwem marynarki brytyjskiej nad włoską.
- 13 grudnia – Marcel Déat założył w Paryżu kolaboracyjne, faszystowskie Zgromadzenie Narodowo-Ludowe (RNP).
- 15 grudnia – marszałek Edward Śmigły-Rydz zbiegł z miejsca internowania w rumuńskim Dragoslavele i udał się na Węgry.
- 18 grudnia – Adolf Hitler zatwierdził plan ataku na ZSRR („Plan Barbarossa”).
- 22/23 grudnia i 23/24 grudnia – 684 osoby zginęły, a 2364 zostały ranne, w wyniku dwóch nocnych nalotów Luftwaffe na Manchester.
- 29 grudnia – bitwa o Anglię: Luftwaffe dokonała nalotu na Londyn z wykorzystaniem bomb zapalających, co wywołało największy pożar miasta od 1666 roku.

## 1941
- 4 stycznia – bitwa o Anglię: najcięższe, dwunastogodzinne bombardowanie Bristolu.
- 10 stycznia – kampania śródziemnomorska: u wybrzeży Sycylii 126 członków załogi lotniskowca HMS Illustrious zginęło w wyniku ataku niemieckiego lotnictwa na konwój, który ochraniał.
- 16 stycznia – w pobliżu skały Rockall na Atlantyku niemiecki okręt podwodny U-96 zatopił brytyjski statek pasażerski SS Oropesa; zginęło 106 pasażerów i członków załogi, 143 osoby uratowano.
- 21 stycznia – nieudany zamach stanu Żelaznej Gwardii w Rumunii.
- 25 lutego – wszedł do służby niemiecki pancernik Tirpitz.
- 1 marca – Bułgaria przystąpiła do paktu trzech.
- 4 marca – brytyjscy komandosi dokonali rajdu na norweski archipelag Lofoty.
- 17 marca – bitwa o Atlantyk: Brytyjczycy zatopili niemieckie okręty podwodne U-99 i U-100; zginęło 3 i 38 członków ich załóg.
- 25 marca:
  - Jugosławia przystąpiła do paktu trzech.
  - niemiecki krążownik pomocniczy HSK Thor  zatopił u zachodniego wybrzeża Afryki płynący do Bombaju statek pasażerski SS Britannia, w wyniku czego zginęło 122 członków załogi i 127 pasażerów.
- 26 marca – kampania śródziemnomorska: włoskie motorówki wybuchowe typu MTM ciężko uszkodziły w Zatoce Suda na Krecie brytyjski krążownik HMS York.
- 27 marca:
  - w Jugosławii w wyniku zamachu stanu generała Dušana Simovicia obalono regenta Pawła Karadziordziewicia. Król Piotr II Karadziordziewić przejął rzeczywistą władzę.
  - Jugosławia wystąpiła z paktu trzech.
  - kampania śródziemnomorska: rozpoczęła się bitwa u przylądka Matapan.
- 28 marca – polski okręt podwodny ORP „Sokół” wyszedł z angielskiego Portsmouth na swój pierwszy patrol bojowy.
- 29 marca – kampania śródziemnomorska: zakończyła się bitwa u przylądka Matapan u wybrzeży Grecji; okręty marynarek brytyjskiej i australijskiej odniosły miażdżące zwycięstwo nad włoską Regia Marina.
- 1 kwietnia – zawarcie paktu o przyjaźni między ZSRR i Jugosławią.
- 3 kwietnia – premier Węgier Pál Teleki popełnił samobójstwo nie chcąc się ugiąć przed żądaniami Niemiec dotyczącymi ataku na Jugosławię. Nowym premierem został László Bárdossy.
- 6 kwietnia – atak Niemiec na Jugosławię i Grecję (plan Marita).
- 9 kwietnia – Henrik Kauffmann, duński ambasador w Waszyngtonie, który odmówił uznania niemieckiej okupacji Danii, podpisał umowę z USA, która zezwalała ich siłom zbrojnym na zakładanie baz wojskowych na Grenlandii.
- 10 kwietnia – ogłoszenie niepodległości przez Chorwację.
- 11 kwietnia – wojska włoskie i węgierskie najechały na Jugosławię.
- 12 kwietnia – kapitulacja stolicy Jugosławii Belgradu.
- 13 kwietnia:
  - podpisanie układu o nieagresji między Japonią a ZSRR.
  - przystąpienie Węgier do wojny przeciwko Jugosławii.
  - bitwa o Atlantyk: brytyjski krążownik pomocniczy SS „Rajputana” został zatopiony u wybrzeży Islandii przez niemiecki okręt podwodny U-108, w wyniku czego zginęło 41 członków załogi, a 277 lub 283 zostało uratowanych przez niszczyciele HMS „Legion”(inne języki) i ORP „Piorun”.
- 15 kwietnia:
  - Chorwacja przystępując do paktu trzech stała się sojusznikiem III Rzeszy.
  - Luftwaffe dokonała nalotu bombowego na Belfast w którym zginęło ponad 900 osób.
- 16 kwietnia:
  - bitwa o Anglię: w wyniku niemieckiego bombardowania Londynu zginęło ponad tysiąc osób.
  - kampania śródziemnomorska: u wybrzeży Tunezji Brytyjczycy zniszczyli niemiecko-włoski konwój „Tarigo”.
- 17 kwietnia – kampania bałkańska: ogłoszono kapitulację Jugosławii.
- 23 kwietnia – kampania bałkańska: podpisano kapitulację Grecji.
- 24 kwietnia – kampania śródziemnomorska: rozpoczęła się operacja „Demon”; ewakuacja na Kretę i do Egiptu około 50 tys. żołnierzy alianckich (głównie Brytyjskiego Korpusu Ekspedycyjnego) z plaż i portów zajętej przez Niemców Grecji.
- 25 kwietnia – kampania bałkańska: zwycięstwo wojsk niemieckich nad australijsko-nowozelandzkimi w bitwie pod Termopilami.
- 27 kwietnia – wojska Rzeszy wkroczyły do Aten.
- 28 kwietnia – bitwa o Atlantyk: niemiecki okręt podwodny U-65 został zatopiony na północnym Atlantyku przez brytyjski niszczyciel HMS Douglas; zginęła cała 50-osobowa załoga.
- 29 kwietnia – chorwaccy ustasze dokonali masakry 192 (lub 196) serbskich mieszkańców wsi Gudovac.
- 30 kwietnia:
  - w okupowanej Grecji powstał kolaboracyjny rząd Jeorjosa Tsolakoglu.
  - bitwa o Atlantyk: niemiecki okręt podwodny U-552 zatopił na północnym Atlantyku brytyjski statek pasażersko-towarowy Nerissa; zginęło 207 osób.
- 1 maja – podział okupowanej Słowenii między Niemcy i Włochy.
- 2 maja – kampania śródziemnomorska: brytyjski niszczyciel HMS Jersey wszedł na niemiecką minę magnetyczną i zatonął przy wejściu do portu La Valetta na Malcie; zginęło 2 oficerów i 33 marynarzy.
- 9 maja – bitwa o Atlantyk: Brytyjczycy przechwycili niemiecki okręt podwodny U-110 wraz z maszyną szyfrującą Enigma.
- 10 maja – Rudolf Heß poleciał pilotowanym przez siebie myśliwcem do Szkocji, gdzie został aresztowany.
- 11 maja – chorwaccy ustasze uprowadzili 373 serbskich mieszkańców chorwackiego Glina i zamordowali ich w sąsiedniej wsi.
- 13 maja – feldmarszałek Wilhelm Keitel wydał w imieniu Hitlera rozkaz o „Jurysdykcji Barbarossa”, regulujący zasady postępowania Wehrmachtu na terenach przyszłej okupacji niemieckiej w ZSRR.
- 20 maja – operacja Merkur – niemiecki desant na Kretę – największa operacja powietrznodesantowa wojsk niemieckich podczas II wojny światowej.
- 21 maja – utworzono norweską formację hitlerowskiego Allgemeine SS (Norges SS).
- 24 maja – zatopienie krążownika liniowego HMS „Hood” przez niemiecki pancernik Bismarck.
- 27 maja – bitwa o Atlantyk: zatopienie na Atlantyku niemieckiego pancernika Bismarck przez brytyjskie okręty. W akcji wziął udział polski niszczyciel ORP Piorun.
- 30 maja:
  - koniec operacji Merkur. Kreta została opanowana przez wojska niemieckie.
  - polska załoga przejęła niszczyciel ORP „Kujawiak” (ex HMS „Oakley”). Chrzest bojowy pod polską banderą okręt przeszedł podczas wyprawy na Lofoty, gdy ubezpieczał desant brytyjskich komandosów na niemiecką bazę wojskową.
- 31 maja:
  - Niemcy dokonali nalotu bombowego na Dublin, pomimo iż Irlandia ogłosiła swoją neutralność.
  - po niemieckiej inwazji wojska brytyjskie wycofały się z Krety.
- 1 czerwca – wraz z zajęciem przez Niemców Krety zakończyła się kampania bałkańska.
- 2 czerwca – w odwecie za opór stawiany przez miejscową ludność niemieckim spadochroniarzom podczas desantu na Kretę rozstrzelali oni kilkudziesięciu mężczyzn z wioski Kondomari.
- 3 czerwca – oddział niemieckich strzelców górskich dokonał masakry około 180 mieszkańców wsi Kandanos na Krecie, w odwecie za rzekome zabójstwa niemieckich jeńców.
- 6 czerwca – feldmarszałek Wilhelm Keitel wydał w imieniu Adolfa Hitlera rozkaz (Kommissarbefehl) nakazujący niemieckim oddziałom na przyszłym froncie wschodnim rozstrzeliwanie wziętych do niewoli radzieckich komisarzy politycznych.
- 14 czerwca – rozpoczęły się masowe deportacje obywateli Litwy, Łotwy i Estonii na Syberię.

### Na froncie wschodnim
- 22 czerwca:
  - atak Niemiec i innych państw na dotychczasowego sojusznika Związek Radziecki (Plan Barbarossa).
  - Rumunia i Włochy wypowiedziały wojnę ZSRR.
- 23 czerwca – Słowacja wypowiedziała wojnę ZSRR.
- 24 czerwca – przystąpienie Słowacji do paktu trzech.
- 25 czerwca:
  - po atakach sowieckiego lotnictwa bombowego na miasta fińskie Finlandia wypowiedziała wojnę ZSRR.
  - kryzys przesilenia letniego: rząd szwedzki, wbrew ogłoszonej neutralności, zgodził się na tranzyt wojsk niemieckich na front wschodni.
  - w Kownie doszło do pogromu ludności żydowskiej.
  - w lesie Rainiai funkcjonariusze NKWD i żołnierze Armii Czerwonej zamordowali 76 więźniów przywiezionych z więzienia w Telszach.
- 26 czerwca:
  - po zajęciu miasta Szawle na Litwie Niemcy rozstrzelali około tysiąca miejscowych Żydów.
  - w obozie dla polskich jeńców i uchodźców wojennych w Prawieniszkach na Litwie NKWD dokonało masakry 477 osób.
- 27 czerwca:
  - Węgry wypowiedziały wojnę ZSRR.
  - rozpoczęła się trzydniowa masakra ponad 13 tysięcy Żydów w mieście Jassy w Rumunii.
- 29 czerwca:
  - Niemcy zdobyli Mińsk.
  - rozpoczęła się operacja „Silberfuchs”, nieudana niemiecko-fińska próba zajęcia Murmańska.
- 30 czerwca – Niemcy wkroczyli do Lwowa.
- 1 lipca – wojska niemieckie zajęły Rygę.
- 6 lipca – rozpoczęła się miesięczna bitwa pod Smoleńskiem.
- 7 lipca:
  - utworzenie we Francji legionu antybolszewickiego.
  - amerykańskie wojska wylądowały w Islandii celem zapobieżenia niemieckiej inwazji.
- 9 lipca – Włochy wysłały pomoc wojskową dla Niemiec na front wschodni.
- 12 lipca – został podpisane porozumienie między ZSRR i Wielką Brytanią o współdziałaniu w wojnie przeciw Niemcom.
- 16 lipca:
  - zajęcie Smoleńska przez Niemców.
  - w okolicach Witebska dostał się do niemieckiej niewoli Jakow Dżugaszwili, syn Józefa Stalina.
- 18 lipca – został zawarty układ sojuszniczy między ZSRR a Czechosłowacją.
- 20 lipca – NKWD zamordowało w Humaniu ok. 700–800 więźniów doprowadzonych z Czortkowa.
- 30 lipca – w Londynie został podpisany układ Sikorski-Majski.
- 2 sierpnia – pierwsze zwycięstwo Armii Czerwonej w bitwie pod Jelnią.
- 8 sierpnia – utworzenie w Belgii faszystowskiego Legionu Walońskiego
- 14 sierpnia – podpisanie przez USA i Wielką Brytanię Karty atlantyckiej.
- 15 sierpnia – początek walk o Odessę.
- 22 sierpnia – masakra dzieci żydowskich w Białej Cerkwi na Ukrainie.
- 23 sierpnia – Niemcy i ich litewscy kolaboranci dokonali ostatecznej likwidacji getta w Poniewieżu, mordując 7523 Żydów.
- 26 sierpnia – pierwsza wizyta Benito Mussoliniego w kwaterze głównej Hitlera w Wilczym Szańcu.
- 27 sierpnia – masakra Żydów w Kamieńcu Podolskim.
- 29 sierpnia – zajęcie Tallinna przez Niemców.
- 7 września – pierwsze bombardowanie Berlina.
- 8 września:
  - Józef Stalin objął stanowisko naczelnego wodza.
  - wojska niemieckie docierają do Leningradu. Rozpoczyna się oblężenie miasta.
- 15 września – rozpoczęto seryjną produkcję radzieckiego czołgu T-60.
- 18 września – w Krupkach na Białorusi hitlerowcy wymordowali około 1000 Żydów.
- 19 września – wojska niemieckie zdobyły Kijów.
- 22 września – zakończyła się operacja Silberfuchs.
- 24 września:
  - członkowie koalicji antyhitlerowskiej podpisali Kartę Atlantycką.
  - w Londynie utworzono francuski rząd emigracyjny.
- 26 września:
  - operacja Barbarossa: zwycięstwem Niemców zakończyła się bitwa o Kijów, w jej wyniku straty (zabici, zaginieni i wzięci do niewoli) wynosiły ponad 600 tysięcy żołnierzy radzieckich.
  - u wybrzeży Azorów niemiecki okręt podwodny U-203 zatopił brytyjski statek pasażerski SS Avoceta; zginęły 123 osoby.
- 27 września – Reinhard Heydrich został mianowany Protektorem Czech i Moraw.
- 29 września – Naziści dokonali masakry Żydów w Babim Jarze.
- 2 października – na froncie wschodnim wojska niemieckie rozpoczęły operację Tajfun. Rozpoczyna się bitwa o Moskwę.
- 8 października – hitlerowcy rozpoczęli masakrę 16 tys. Żydów z getta w Witebsku.
- 8–13 października – na obrzeżach Melitopola Niemcy zamordowali około 2 tys. Żydów.
- 9 października – Wielka Brytania: Naczelny Wódz gen. Władysław Sikorski przemianował 4. Kadrową Brygadę Strzelców na 1. Samodzielną Brygadę Spadochronową.
- 12 października – Armia Czerwona poniosła klęskę w bitwie pod Wiaźmą.
- 20 października – w pobliżu wsi Ahrobaza Niemcy rozpoczęli masakrę około 8–9 tys. Żydów z Mariupola.
- 20–21 października – wyniku akcji odwetowej hitlerowcy rozstrzelali od 2800 do 5000 mieszkańców serbskiego miasta Kragujevac.
- 26 października – w Pietruszynskiej bałce pod Taganrogiem Niemcy zamordowali około 1,8 tys. Żydów.
- 30 października – wojska niemiecko-rumuńskie rozpoczęły oblężenie Sewastopola.
- 5 listopada – USA podjęły decyzję o rozciągnięciu ustawy Lend-Lease Act na ZSRR.
- 7 listopada – samolot Luftwaffe storpedował na Morzu Czarnym radziecki statek szpitalny Armenia. Zginęło ponad 5000 osób.
- 8 listopada – rozpoczęła się likwidacja getta w Dyneburgu na Łotwie.
- 14 listopada – po storpedowaniu poprzedniego dnia przez niemiecki okręt podwodny, na Morzu Śródziemnym zatonął brytyjski lotniskowiec HMS Ark Royal.
- 21 listopada – rozpoczęła się bitwa o Rostów nad Donem.
- 27 listopada – zakończyła się bitwa o Rostów nad Donem, pierwsza w trakcie wojny wielka bitwa przegrana przez Niemców.
- 30 listopada – generał Władysław Sikorski rozpoczął oficjalną wizytę w Związku Radzieckim.
- Grudzień – rozpoczęto w okupowanej Grecji tworzenie jednolitej organizacji zbrojnej republikańskiej lewicy – ELAS.
- 3 grudnia – Józef Stalin w trakcie spotkania z generałami Władysławem Sikorskim i Władysławem Andersem oświadczył, że w sowieckich obozach nie ma już polskich oficerów, a zaginieni zapewne uciekli do Mandżurii.
- 4 grudnia – w Moskwie zakończyły się dwudniowe rozmowy między Józefem Stalinem a gen. Władysławem Sikorskim.
- 5 grudnia – Wielka Brytania wypowiedziała wojnę Finlandii, Węgrom i Rumunii.
- 5–6 grudnia – rozpoczęło się sowieckie przeciwnatarcie pod Moskwą (bitwa pod Moskwą), które zmusiło wojska niemieckie do odwrotu o 300–400 km i obrony na całym froncie wschodnim.
- 7 grudnia:
  - japoński atak na amerykańską bazę morską Pearl Harbour na Hawajach; oficjalne przystąpienie Japonii do wojny po stronie Osi.
  - rozpoczęcie japońskiej operacji desantowej na najbardziej wysunięte na zachód wyspy Stanów Zjednoczonych (Guam i Wake), z chwilą zakończenia ataku na Pearl Harbour.
- 8 grudnia – Wielka Brytania i jej sojusznicy wypowiedziały wojnę Japonii.
- 11 grudnia – Niemcy i Włochy wypowiedziały wojnę Stanom Zjednoczonym.
- 14 grudnia – niemieckie władze okupacyjne wydały zarządzenie w sprawie utworzenia getta w Charkowie.
- 19 grudnia – w związku z niepowodzeniami na froncie wschodnim Adolf Hitler objął osobiście stanowisko Naczelnego Dowódcy Wojsk Lądowych.
- 21 grudnia:
  - Stany Zjednoczone wypowiedziały wojnę Niemcom i Włochom.
  - zbrodnia w Prkosie (Chorwacja) dokonana przez chorwackich ustaszy na 437 Serbach i jednym Chorwacie.
- 26–27 grudnia – rajdy brytyjskich i norweskich komandosów na Vågsøy (operacja Archery) i Lofoty (operacja Anklet).
- 29 grudnia – po odbiciu portu Teodozja na Krymie żołnierze radzieccy wymordowali około 160 pacjentów szpitala polowego Wermachtu.

## 1942

### W okupowanych krajach
- 19 stycznia – Jaroslav Krejčí został premierem kolaboracyjnego rządu Protektoratu Czech i Moraw.
- 1 lutego – Vidkun Quisling został premierem kolaboracyjnego rządu Norwegii.
- 7 lutego – chorwaccy ustasze dokonali masakry 2300 Serbów pod Banja Luką.
- 27/28 lutego – w nocy brytyjscy komandosi dokonali rajdu na Bruneval we Francji, zdobywając części niemieckiego radaru obrony przeciwlotniczej.
- 3 marca – została utworzona kolaboracyjna Serbska Straż Państwowa.
- 28 marca – rajd brytyjskich komandosów na niemiecką bazę morską w okupowanym Saint-Nazaire.
- 21/22 kwietnia – w nocy siły brytyjsko-kanadyjskie dokonały rajdu na pozycje niemieckie we francuskiej nadmorskiej miejscowości Hardelot (operacja Abercrombie).
- 22 maja – do zagubionej wśród gór i lasów wioski Domnista wkroczył 9-osobowy oddziałek. Jeden z buntowników przedstawił się jako Aris Weluchiotis i ogłosił początek powstania przeciw wszystkim okupantom. Formacja ta rozrosła się następnie do 119 tys. bardzo dobrze uzbrojonych partyzantów ELAS, w tym 1.200 marynarzy, samodzielnie wyzwalając większą część Grecji i organizując tam uporządkowane, samorządne i prosperujące wolne terytorium.
- 27 maja – czechosłowaccy cichociemni z Wielkiej Brytanii dokonali w Pradze zamachu na protektora Czech i Moraw oraz szefa Głównego Urzędu Bezpieczeństwa Rzeszy Reinharda Heydricha.
- 10 czerwca – Niemcy w odwecie za domniemaną pomoc udzieloną sprawcom zamachu na Reinharda Heydricha wymordowali mieszkańców, a następnie zrównali z ziemią zabudowę czeskiej wsi Lidice.
- 24 czerwca – czeska wieś Ležáky została zrównana z ziemią w odwecie za zamach na Reinharda Heydricha.
- 9 lipca – rodzina Anne Frank zaczęła ukrywać się w dawnej narzędziowni w Amsterdamie.
- 16 lipca – rozpoczęła się obława Vel d’Hiv, największe masowe aresztowanie francuskich Żydów.
- 2 sierpnia – aresztowanie przez Gestapo żydowskiego pochodzenia karmelitanki Edyty Stein.
- 19 sierpnia – nieudany aliancki rajd na Dieppe.
- 28 sierpnia – w założonym przez ustaszy obozie koncentracyjnym Jasenovac strażnicy urządzili nocą zawody w mordowaniu więźniów; zwycięzca poderżnął gardła 1360 ludziom.
- 14 października – powstała Ukraińska Powstańcza Armia.
- 10 listopada – Niemcy zajęły południową Francję, pod rządami Vichy, po tym jak francuski admirał Jean François Darlan zgodził się na zawieszenie broni z aliantami po rozpoczęciu desantu w Afryce Północnej.
- 11 listopada – wojska niemieckie przekroczyły linie demarkacyjną i wkroczyły do nieokupowanej części Francji.
- 25 listopada – Most Gorgopotamos, Grecja: wspólna akcja dywersyjna, oddziałów partyzanckich ELAS (lewicy), EDES (prawicy) i brytyjskich komandosów SOE.
- 27 listopada – samozatopienie francuskiej floty wojennej w Toulonie.
- 30 listopada – wojska Wolnej Francji zdobyły Réunion, kontrolowany do tej pory przez rząd Vichy.
- 24 grudnia – admirał François Darlan, wysoki komisarz we francuskiej Afryce Północnej, został zastrzelony w swym gabinecie w Algierze przez monarchistę Fernanda Bonniera de La Chapelle.

### Na froncie wschodnim
- 1 stycznia – kontrofensywa spod Moskwy: radziecka 39. armia doszła do Rżewa, 29. armia zdobyła Staricę, 22. armia dotarła do Wołgi w rejonie Rżewa.
- 2 stycznia – Niemcy rozpoczęli likwidację getta w Charkowie; w ciągu siedmiu dni w Drobyckim Jarze rozstrzelano około 9 tys. Żydów.
- 7 stycznia – zakończyła się bitwa pod Moskwą.
- 8 stycznia – rozpoczęła się operacja rżewsko-wiaziemska kontrofensywa Armii Czerwonej przeciwko niemieckiej Grupie Armii Środek.
- 28 stycznia – utworzono Front Krymski Armii Czerwonej.
- 8 lutego – rozpoczęła się bitwa pod Diemiańskiem.
- 15 lutego – w nieczynnej kopalni alabastru pod Artiomowskiem funkcjonariusze Einsatzgruppen zamordowali od 1,3 tys. do 3 tys. osób, w zdecydowanej większości Żydów.
- 18 marca – rozpoczęła się ewakuacja wojsk polskich z terenu ZSRR do Iranu.
- 21 kwietnia – zwycięstwem Niemców zakończyła się trwająca od 8 lutego bitwa pod Demiańskiem.
- 30 kwietnia – Niemcy przystąpili do ostatecznej likwidacji getta w Stalino, mordując około 3 tys. Żydów.
- 12 maja – rozpoczęła się II bitwa o Charków.
- 13 maja – oblężenie Leningradu: ostatni zapis w dzienniku Tani Sawiczewej.
- 28 maja – zwycięstwo wojsk niemiecko-rumuńsko-włoskich w II bitwie o Charków.
- 28 czerwca – rozpoczęła się operacja Fall Blau, mająca na celu zajęcie przez Wehrmacht radzieckich pól naftowych w Baku i na Kubaniu.
- 4 lipca – zakończyły się walki na Półwyspie Chersońskim. Cały Krym znalazł się w rękach Niemców.
- 19 lipca – zakończono ewakuację armii gen. Andersa ze Związku Sowieckiego na Bliski Wschód.
- 23 lipca – Niemcy zdobyli Rostów nad Donem. Hitler wydał rozkaz równoczesnego natarcia na Stalingrad i Kaukaz. Decyzja ta spowodowała osłabienie sił przeznaczonych do zdobycia Stalingradu.
- 28 lipca – Józef Stalin, komisarz obrony ZSRR wydał rozkaz „Ani kroku wstecz”, zakazujący odwrotu żołnierzom Armii Czerwonej.
- 6 sierpnia – Niemiecka 1. Armia Pancerna przekroczyła Kubań i zbliżyła się do pól naftowych Majkopu.
- 9 sierpnia – Niemcy zajęli Majkop.
- 11 sierpnia – w Wężowym Parowie nieopodal Rostowa nad Donem Niemcy i ich kolaboranci rozpoczęli kilkudniową masakrę, której ofiarą padło prawdopodobnie około 15–18 tys. Żydów.
- 16 sierpnia – rozpoczęła się korsarska operacja Wunderland niemieckiego ciężkiego krążownika Admiral Scheer.
- 17 sierpnia – rozpoczęła się bitwa stalingradzka.
- 19 sierpnia – generał Paulus wydał rozkaz ataku na Stalingrad.
- 23 sierpnia – wojska niemieckie (Grupa Armii B) dotarły do Wołgi.
- 10 września – niemiecka 6 Armia rozpoczęła oblężenie Stalingradu.
- 12 września – z rozkazu Naczelnego Wodza PSZ, gen. broni Władysława Sikorskiego została utworzona Armia Polska na Wschodzie.
- 13 września – wojska niemieckie dotarły na przedmieścia Stalingradu. Rozpoczęły się zacięte walki na ulicach miasta.
- 23 września – bitwa stalingradzka: Rosjanie zdobyli tzw. Dom Pawłowa.
- 6 października – niemieckie jednostki pancerne zdobyły miasto Małgobek niedaleko Groznego.
- 19 listopada – Armia Czerwona rozpoczęła pod Stalingradem operację „Uran”, której celem było okrążenie wojsk niemieckich.
- 23 listopada – wojska radzieckie zamknęły w kotle pod Stalingradem niemiecką 6. Armię Polową pod dowództwem generała Friedricha Paulusa oraz część 4. Armii Pancernej. W okrążeniu zostało uwięzionych około 300 tys. żołnierzy niemieckich.
- 25 listopada – rozpoczęła się kontrofensywa Armii Czerwonej.
- 12 grudnia – podczas bitwy stalingradzkiej rozpoczęła się nieudana niemiecka operacja „Burza Śnieżna”, mająca uwolnić z okrążenia 6. Armię generała Friedricha Paulusa.
- 23 grudnia – w odległości około 40 km od Stalingradu zatrzymane zostało uderzenie 4. Armii Pancernej pod dowództwem generała Hermanna Hotha idącej z odsieczą okrążonym pod Stalingradem wojskom niemieckim.
- 28 grudnia – Hitler nakazał rozpoczęcie odwrotu z Kaukazu.

### W Rzeszy
- 20 stycznia – rozpoczęła się Konferencja w Wannsee, Reinhard Heydrich – szef Głównego Urzędu Bezpieczeństwa Rzeszy przedstawił szczegóły eksterminacji ludności żydowskiej („ostatecznego rozwiązania kwestii żydowskiej”).
- 8 lutego – minister przemysłu zbrojeniowego III Rzeszy Fritz Todt zginął w katastrofie samolotu na lotnisku Kętrzyn-Wilamowo, obsługującym kwaterę główną Hitlera w Wilczym Szańcu.
- 23 marca – Adolf Hitler wydał dyrektywę o rozpoczęciu budowy Wału Atlantyckiego.
- 28 marca – brytyjskie lotnictwo przeprowadziło pierwszy nalot dywanowy na duże miasto niemieckie – Lubekę.
- 29 marca – po nalocie RAF spłonął Kościół Mariacki w Lubece.
- 26 kwietnia – w wyniku nalotu bombowego RAF na Rostock zginęło 216 osób.
- 27 kwietnia – zakończyły się trwające od 23 kwietnia ciężkie brytyjskie naloty bombowe na Rostock.
- 30 maja – alianci przeprowadzili zmasowane bombardowanie niemieckiego miasta – Kolonii. Celem było przede wszystkim zniszczenie morale ludności Niemiec, a także zemsta za bombardowania miast angielskich w roku 1940 i 1941. W nalocie wzięło udział 1047 bombowców, które zrzuciły 1459 ton bomb. Zginęło 474 ludzi, 5 tys. zostało rannych, 45 tys. bez dachu nad głową.
- 9 czerwca – w Berlinie odbył się pogrzeb protektora Czech i Moraw Reinharda Heydricha.
- 18 lipca – odbył się pierwszy lot myśliwca odrzutowego Messerschmitt Me 262 Schwalbe.
- 17 września – Grossadmiral Karl Dönitz wydał rozkaz zakazujący ratowania rozbitków z zatopionych statków nieprzyjaciela.
- 3 października – w niemieckiej bazie w Peenemünde wykonano pierwszy udany start rakiety V-2.
- 9 października – Wiedeń został sklasyfikowany jako wolny od Żydów (Judenfrei).
- 15 listopada – dokonano oblotu myśliwca Heinkel He 219.
- 30 listopada – w ramach programu eliminacyjnego Akcja T4 nakazano szpitalom psychiatrycznym głodzenie pacjentów.
- 24 grudnia – z poligonu w Peenemünde wystrzelono pierwszy pocisk V-1.
- 27 grudnia – przebywający w niemieckiej niewoli gen. Andriej Własow wydał tzw. Deklarację Smoleńską, głoszącą konieczność zbudowania nowej Rosji poprzez obalenie reżimu stalinowskiego. W tym celu miała powstać kolaboracyjna Rosyjska Armia Wyzwoleńcza podporządkowana komitetowi rosyjskiemu z Własowem na czele.

## 1943

### W okupowanych krajach
- 4 stycznia – w trakcie ucieczki z miejsca straceń zginął ujęty przez Niemców Jerzy Iwanow-Szajnowicz, polsko-rosyjskiego pochodzenia agent brytyjskiej SOE, działający w okupowanej przez III Rzeszę Grecji.
- 5 lutego – w Hadze został zamordowany przez ruch oporu generał Hendrik Seyffardt, dowódca kolaboracyjnego Ochotniczego Legionu Holenderskiego.
- 16 lutego – włoskie wojska okupacyjne dokonały masakry 150 mieszkańców greckiej wsi Domenikon.
- 18 lutego – Niemcy rozpoczęli prace ekshumacyjne w Katyniu.
- 28 lutego – grupa norweskich komandosów zniszczyła wytwórnię ciężkiej wody w Telemarku.
- 2 marca – z okupowanej Holandii odszedł pierwszy transport Żydów do obozu zagłady w Sobiborze.
- 4 marca – z okupowanej Francji odszedł pierwszy transport Żydów do obozu zagłady w Sobiborze.
- 5 kwietnia – około 900 osób (w tym 209 dzieci) zginęło, a 1300 zostało rannych w wyniku omyłkowego zbombardowania belgijskiego miasta Mortsel przez lotnictwo amerykańskie, którego celem miała być pobliska fabryka.
- 9 kwietnia – niemieckie i ukraińskie jednostki policyjne rozstrzelały 2,3 tys. mieszkańców getta w Zborowie koło Tarnopola.
- 16 kwietnia:
  - Rząd Polski na Uchodźstwie zwrócił się do Międzynarodowego Czerwonego Krzyża o zbadanie okoliczności zbrodni katyńskiej.
  - Niemcy starali się wykorzystać propagandowo fakty o odnalezieniu w lesie katyńskim zwłok 12 000 polskich oficerów i zaprosili do badań i ekshumacji Międzynarodowy Czerwony Krzyż (MCK), przedstawicieli społeczeństwa polskiego z okupowanego Generalnego Gubernatorstwa, jak i jeńców wojennych m.in. oficerów polskich.
- 19 kwietnia – wybuchło powstanie w getcie warszawskim.
- 24 września – powstała kolaboracyjna Słoweńska Domobrana.
- 8 października – zostało wyzwolone pierwsze francuskie miasto – Ajaccio na Korsyce.

### Na froncie wschodnim
- 3 stycznia – Armia Czerwona wyzwoliła Nalczyk.
- 10 stycznia – pod Stalingradem Armia Czerwona rozpoczęła decydujące uderzenie na znajdujące się w okrążeniu wojska niemieckie (operacja „Pierścień”).
- 12 stycznia – rozpoczęła się operacja wojsk radzieckich w celu przerwania niemieckiej blokady Leningradu.
- 14 stycznia – do służby weszło radzieckie samobieżne działo pancerne SU-122.
- 23 stycznia – w kotle pod Stalingradem wylądował ostatni samolot niemiecki.
- 30 stycznia – Hitler ogłosił rozkaz o awansie dowódcy 6 Armii Paulusa na feldmarszałka.
- 31 stycznia – w Stalingradzie skapitulowały oddziały niemieckie południowego zgrupowania. Feldmarszałek Paulus dostał się do radzieckiej niewoli.
- 2 lutego – skapitulowały ostatnie oddziały niemieckie w kotle pod Stalingradem.
- 12 lutego – Armia Czerwona wyzwoliła Krasnodar i Szachty.
- 13 lutego – Armia Czerwona wyzwoliła Nowoczerkask.
- 14 lutego – został wyzwolony Rostów nad Donem.
- 21 lutego – rozpoczęła się bitwa o Charków.
- 1 marca – komuniści polscy w ZSRR powołali Związek Patriotów Polskich.
- 18 marca – zwycięstwo Wehrmachtu w bitwie o Charków.
- 22 marca – 149 osób zginęło w wyniku pacyfikacji przez Niemców białoruskiej wsi Chatyń.
- 25 kwietnia – w wyniku tzw. sprawy katyńskiej rząd ZSRR zerwał stosunki dyplomatyczne z rządem polskim.
- 7 maja – w obozie w Sielcach nad Oką rozpoczęto formowanie 1 Dywizji Piechoty im. Tadeusza Kościuszki, zalążka armii polskiej w Związku Radzieckim, kontrolowanej politycznie przez Związek Patriotów Polskich.
- 14 maja – w Sielcach nad Oką sformowano 1. Dywizję Piechoty im. Tadeusza Kościuszki.
- 2 czerwca – w rosyjskiej Republice Komi Niemcy w ramach operacji Desant na GUŁAG, mającej doprowadzić do wybuchu antysowieckiego powstania na tyłach Armii Czerwonej, zrzucili pierwszą grupę 12 rosyjskich kolaborantów, która tydzień później została zlikwidowana przez NKWD. Po tym niepowodzeniu operacja została zarzucona.
- 5 lipca – początek bitwy na łuku kurskim (operacja „Zitadelle”).
- 12 lipca – rozpoczęła się bitwa pod Prochorowką.
- 13 lipca:
  - zakończenie największej bitwy pancernej w historii – bitwy pod Kurskiem.
  - Adolf Hitler wydał rozkaz wstrzymania ofensywy na łuku kurskim.
- 16 lipca – odwrót Niemców po przegranej bitwie na łuku kurskim.
- 3 sierpnia – rozpoczęcie przez wojska radzieckie kontrofensywy na łuku kurskim.
- 7 sierpnia – rozpoczęła się bitwa o Smoleńsk.
- 23 sierpnia – zwycięstwem Armii Czerwonej zakończyła się bitwa na łuku kurskim.
- 24 sierpnia – rozpoczęła się bitwa o Dniepr.
- 17 września – Briańsk został wyzwolony spod okupacji niemieckiej.
- 20 września – wojska radzieckie dotarły do Dniepru.
- 25 września – wojska radzieckie wyzwoliły Smoleńsk.
- 8 października – wojska radzieckie zajęły półwysep Kubań.
- 12 października – rozpoczęła się bitwa pod Lenino z udziałem I Dywizji gen. Berlinga.
- 19 października – rozpoczęła się konferencja moskiewska.
- 25 października – wyzwolono Dniepropietrowsk.
- 6 listopada – w trakcie bitwy o Dniepr Armia Czerwona wyzwoliła Kijów.
- 23 grudnia – zakończyła się bitwa o Dniepr.
- 24 grudnia – wojska radzieckie rozpoczęły operację dnieprowsko-karpacką.
- 31 grudnia – Armia Czerwona zdobyła Żytomierz.

### Na froncie włoskim
- 4 marca – kampania śródziemnomorska: brytyjski samolot Lockheed Hudson zatopił bombami głębinowymi niemiecki okręt podwodny „U-83” wraz z całą, 50-osobową załogą.
- 30 kwietnia – finał dezinformacyjnej operacji brytyjskiego MI5 znanej jako „Mincemeat”.
- 16 czerwca – niszczyciel eskortowy ORP „Kujawiak” zatonął po wejściu na minę u wybrzeży Malty; zginęło 13 członków załogi, a 12 zostało rannych.
- 9 lipca – rozpoczęła się operacja Husky: inwazja aliantów na Sycylię w ramach kampanii śródziemnomorskiej.
- 10 lipca – alianci wylądowali na Sycylii (operacja Husky).
- 19 lipca – Rzym po raz pierwszy zbombardowany przez aliantów.
- 22 lipca – alianci wkroczyli do Palermo.
- 25 lipca – Benito Mussolini został przez Wielką Radę Faszystowską złożony z urzędu premiera Włoch, a następnie – z rozkazu króla Wiktora Emanuela III – aresztowany. Jego następca marszałek Pietro Badoglio sformował rząd bez faszystowskich ministrów.
- 17 sierpnia – zakończenie ewakuacji resztek wojsk niemieckich i włoskich broniących Sycylię na Półwysep Apeniński.
- 3 września – Włochy podpisały zawieszenie broni z aliantami.
- 8 września:
  - rozpoczęła się bitwa o Dodekanez.
  - została ogłoszona kapitulacja Włoch.
- 9 września – lądowanie oddziałów alianckich na Półwyspie Apenińskim w zatoce Salerno.
- 10 września – Niemcy rozbroili oddziały włoskie i zajęli Rzym.
- 12 września:
  - komando SS pod dowództwem Otto Skorzennego uwolniło Mussoliniego w Gran Sasso.
  - sprzymierzeni zajęli włoskie miasto Brindisi.
- 15 września – w północnej części Włoch powstała faszystowska Włoska Republika Socjalna.
- 1 października – alianci wkroczyli do Neapolu.
- 13 października – włoski rząd Pietro Badoglio wypowiedział wojnę Niemcom.
- 12 listopada – kampania śródziemnomorska: rozpoczęła się bitwa o Leros.
- 22 listopada – kampania śródziemnomorska: zwycięstwo Niemców w bitwie o Dodekanez.
- 28 grudnia – zwycięstwo wojsk kanadyjskich nad niemieckimi spadochroniarzami w bitwie o Ortonę.

### W Rzeszy
- 27 stycznia – amerykańskie lotnictwo dokonało pierwszego nalotu na Niemcy, dokonując bombardowania portu Wilhelmshaven.
- 30 stycznia:
  - dzień przed kapitulacją pod Stalingradem, dowódca oblężonej niemieckiej 6. Armii Friedrich Paulus został mianowany przez Adolfa Hitlera feldmarszałkiem.
  - Karl Dönitz został naczelnym dowódcą Kriegsmarine.
  - Berlin został zbombardowany przez alianckie lotnictwo.
- 4 lutego – ogłoszono trzydniową żałobę po klęsce pod Stalingradem.
- 18 lutego:
  - minister propagandy III Rzeszy Joseph Goebbels w przemówieniu wygłoszonym w berlińskim Pałacu Sportu ogłosił rozpoczęcie wojny totalnej.
  - Gestapo aresztowało członków antynazistowskiej organizacji Biała Róża, tworzonej przez pięcioro studentów i profesora Kurta Hubera z Uniwersytetu Ludwika i Maksymiliana w Monachium.
- 22 lutego – w więzieniu Stadelheim zgładzono rodzeństwo Schollów, Sophie i Hansa – członków antynazistowskiej organizacji „Biała Róża”.
- 13 marca – nieudany zamach na Adolfa Hitlera. Podczas lotu ze Smoleńska do Kętrzyna nie zadziałała bomba umieszczona w jego samolocie.
- 10 kwietnia – Organizacja Specjalnych Akcji Bojowych Armii Krajowej dokonała zamachu bombowego na Dworcu Głównym w Berlinie, w wyniku którego zginęło 14 osób, a 60 zostało rannych.
- 13 kwietnia – radio berlińskie podało komunikat o odnalezieniu w Lesie Katyńskim zwłok 12 000 polskich oficerów. Tym samym świat dowiedział się o zbrodni katyńskiej.
- 14 kwietnia – w niemieckim obozie koncentracyjnym Sachsenhausen został zamordowany radziecki jeniec Jakow Dżugaszwili, pierwszy syn Józefa Stalina.
- 20 kwietnia – samoloty Royal Air Force dokonały nocnego nalotu na Szczecin.
- 16/17 maja – w nocy 617 Dywizjon Bombowy RAF rozpoczął przy użyciu „skaczących bomb” bombardowanie zapór na rzekach w Zagłębiu Ruhry.
- 19 maja – Joseph Goebbels ogłosił Berlin miastem bez Żydów (Judenfrei).
- 13 lipca – w Monachium zostali zgilotynowani skazani na śmierć za bunt członkowie „Białej Róży” – Kurt Huber i Alexander Schmorell.
- 24 lipca – operacja Gomora: całodzienny brytyjsko-kanadyjski nalot dywanowy na Hamburg pochłonął 20 tys. ofiar.
- 27 lipca – operacja Gomora: dywanowy nalot aliancki na Hamburg spowodował śmierć 40 tysięcy ludzi i obrócił w ruinę centrum miasta i port.
- 17/18 sierpnia – w nocy lotnictwo alianckie zbombardowało poligon doświadczalny w Peenemünde na wyspie Uznam.
- 20 września – z Oflagu VI B w Dössel uciekło podkopem 47 polskich oficerów. Schwytano i rozstrzelano 37.
- 22 października – Kassel: po nalocie RAF w mieście rozpętała się burza ogniowa. Zginęło ok. 10 tys. osób.
- 5 listopada – w transporcie do Konzentrationslager Dachau zmarł berliński ksiądz Bernard Lichtenberg, więziony m.in. za pomoc Żydom, błogosławiony i męczennik Kościoła katolickiego.
- 15 listopada – Heinrich Himmler postanowił, że Cyganie i „częściowi Cyganie” mają być traktowani tak samo jak Żydzi (Porajmos).
- 18 listopada – Berlin został zbombardowany przez 440 samolotów RAF.
- 4 grudnia – około 1800 osób zginęło w wyniku bombardowania Lipska przeprowadzonego przez Royal Air Force.

## 1944

### W okupowanych, wyzwalanych krajach
- 26 stycznia – opublikowano komunikat z prac Komisji Nikołaja Burdenki w sprawie zbrodni katyńskiej, wskazujący na winę Niemców i zawierający zawyżone dane na temat liczby ofiar zbrodni pochowanych w Katyniu.
- 20 lutego – członkowie norweskiego ruchu oporu zatopili na jeziorze Tinnsjå prom SF Hydro przewożący 16 ton ciężkiej wody, niezbędnej do produkcji niemieckiej broni atomowej.
- 22 lutego – amerykańskie lotnictwo dokonało omyłkowych bombardowań holenderskich miast: Nijmegen, Arnhem, Enschede i Deventer.
- 9 marca – ponad 800 osób zginęło w wyniku radzieckiego nalotu bombowego na Tallinn.
- 19 marca – w związku z próbami wycofania się z wojny przez Węgry rozpoczęła się niemiecka okupacja tego kraju.
- 23 marca – 33 żołnierzy SS zginęło w wyniku ataku partyzantów w Rzymie. Następnego dnia hitlerowcy w odwecie rozstrzelali w kamieniołomach pod miastem 335 cywilów.
- 24 marca – we włoskich podziemnych kamieniołomach Fosse Ardeatine Niemcy rozstrzelali 355 osób w odwecie za zamach na oddział Wehrmachtu.
- 27 marca – około 1800 osób, głównie kobiet i dzieci, zostało zamordowanych w getcie żydowskim w Kownie.
- 6 kwietnia – oddział Gestapo pod dowództwem Klausa Barbiego, za zgodą administracji terytorialnej rządu Vichy, dokonał zatrzymania 44 żydowskich dzieci i ich 7 opiekunów, ukrywanych w domu żydowskiego małżeństwa Zlatinów w miasteczku Izieu w departamencie Ain. Spośród 51 zatrzymanych osób końca wojny dożyła tylko jedna z opiekunek.
- 16 kwietnia – ponad 1100 osób zginęło w wyniku bombardowania Belgradu przez lotnictwo brytyjskie i amerykańskie.
- 20 kwietnia – w norweskim porcie Bergen w wyniku eksplozji materiałów wybuchowych na skonfiskowanym przez Niemców holenderskim trawlerze ST Voorbode zginęło 160 osób, a około 5 tysięcy zostało rannych.
- 18 maja – brygady SS spaliły sześć wiosek w południowo-zachodniej Słowenii.
- 25 maja – nieudana niemiecka operacja „Rösselsprung”, przeciw Kwaterze Głównej Narodowej Armii Wyzwolenia Jugosławii.
- 9 czerwca – w miejscowości Tulle w środkowej Francji Niemcy powiesili na latarniach i balustradach balkonowych 99 cywilów.
- 10 czerwca:
  - 642 mieszkańców Oradour-sur-Glane we Francji zostało zamordowanych przez Niemców w odwecie za zabicie oficera SS.
  - 218 mieszkańców greckiej wioski Distomo zostało zamordowanych przez żołnierzy 4. Dywizji Grenadierów Pancernych SS Polizei.
- 1 sierpnia – wybuchło powstanie warszawskie.
- 12 sierpnia – jednostki Waffen-SS dokonały masakry 560 mieszkańców (głównie kobiet i dzieci) wsi Sant’Anna di Stazzema w Toskanii.
- 19 sierpnia – rozpoczęło się powstanie paryskie.
- 25 sierpnia – zakończyło się tzw. powstanie w Paryżu, wyzwolenie Paryża.
- 29 sierpnia – rozpoczęto słowackie powstanie narodowe.
- 13 września – partyzanci ELAS, po kikudniowych walkach, zajmują miasteczko Meligalas na Peloponezie, dokonując głośnej egzekucji jeńców z greckiej, hitlerowskiej formacji Batalionów Bezpieczeństwa. Brytyjska komisja ekshumacyjna stwierdziła następnie istnienie 708 zwłok[1].
- 2 października – skapitulowały oddziały AK walczące w Warszawie. Zakończyło się powstanie warszawskie.
- 6 października – operacja dukielsko-preszowska: Korpus Czechosłowacki wkroczył przez Przełęcz Dukielską na terytorium Czechosłowacji.
- 9 i 10 października – Kreml: J.Stalin i W.Churchill uzgadniają podział wpływów w Europie Środkowej i na Bałkanach. Postanowiono wymianę stref – antyradziecka, antykomunistyczna Polska, za republikańską, lewicującą Grecję. Porozumienie otwiera drogę do eksterminacji sprzymierzonych z aliantami, ale niewygodnych już polskich partyzantów AK, greckich ELAS i opozycji cywilnych[2][3]
- 15 października:
  - w Budapeszcie specjalny oddział niemieckich spadochroniarzy, dowodzonych przez Otto Skorzenego przeprowadził operację Mickey Mouse, której celem było porwanie Miklósa, syna admirała Miklosa Horthyego, regenta i faktycznego dyktatora Węgier.
  - niemieckie wojska obaliły przywódcę Węgier Miklósa Horthyego, który usiłował zawrzeć separatystyczny pokój z ZSRR (operacja Panzerfaust).
- 20 października – wojska sowieckie i jugosłowiańscy partyzanci wkroczyli do Belgradu.
- 28 października – upadło słowackie powstanie narodowe.
- 4 listopada – Budapeszt: został wysadzony Most Małgorzaty.
- 17 listopada – komunistyczni partyzanci wraz z mieszkańcami miasta wyzwolili Tiranę spod okupacji niemieckiej.
- 3 i 4 grudnia – W Atenach, siły porządkowe, złożone wyłącznie z byłych kolaborantów i hitlerowców, wielokrotnie masakrują cywilnych demonstrantów, strzelając nawet do sanitariuszy.
- 4 grudnia – Ateny: lewicowi partyzanci ELAS atakują ostrzeliwujące demonstrantów siły porządkowe i szturmują koszary greckich formacji hitlerowskich. Interweniują Brytyjczycy. Wybucha 35-dniowe powstanie: „Dekemvriana”, kierowane przez komunistów. Moskwa zachowuje całkowite milczenie.
- 19 grudnia – została wyzwolona stolica Czarnogóry Podgorica.

### Na froncie wschodnim
- Noc z 3 na 4 stycznia – Armia Czerwona przekroczyła granicę polsko-radziecką z 1939 roku w okolicach Sarn.
- 13 stycznia – została powołana Komisja Nikołaja Burdenki, która miała udowodnić, że zbrodnia katyńska na polskich oficerach dokonana wiosną 1940 roku przez NKWD, została popełniona przez Niemców w 1941 roku.
- 27 stycznia – Leningrad został uwolniony z trwającej 900 dni niemieckiej blokady.
- 20 lutego – Iwan Koniew został mianowany marszałkiem Związku Radzieckiego.
- 7 marca – w ramach stalinowskich represji wobec Czeczenów i Inguszy, oskarżanych o popieranie atakującego radziecki Kaukaz Wehrmachtu, została zlikwidowana Czeczeńsko-Inguska Autonomiczna Socjalistyczna Republika Radziecka, a jej obszary włączono w skład Kraju Stawropolskiego.
- 8 kwietnia:
  - Armia Czerwona rozpoczęła wyzwalanie Krymu.
  - polsko-radziecka obrona przeciwlotnicza odparła niemiecki atak na stację kolejową Darnica koło Kijowa.
- 10 kwietnia – wojska radzieckie wyzwoliły Odessę.
- 15 kwietnia – Armia Czerwona zajęła Tarnopol.
- 8 maja – wojska radzieckie zdobyły Sewastopol.
- 12 maja – kapitulacja ostatnich jednostek niemieckich na Krymie.
- 22 czerwca – na Białorusi wojska radzieckie rozpoczęły operację „Bagration”.
- 25 czerwca-9 lipca – wojna fińsko-radziecka: bitwa pod Tali-Ihantala w której armia fińska skutecznie odparła atak armii czerwonej. Dzięki temu Finlandii udało się zachować niepodległość.
- 3 lipca – został wyzwolony Mińsk.
- 13 lipca – Armia Krajowa i Armia Czerwona zajęły Wilno.
- 23 sierpnia – Rumunia przeszła na stronę sprzymierzonych. Narodowe powstanie antyfaszystowskie obaliło dyktaturę premiera Iona Antonescu.
- 31 sierpnia – wojska radzieckie zajęły Bukareszt.
- 22 września – wojska radzieckie wkroczyły do Tallinna.
- 29 września – oddziały radzieckie wkroczyły do Jugosławii.
- 20 października – wojska radzieckie i jugosłowiańscy partyzanci wkroczyli do Belgradu.
- 29 grudnia – wojska 2. i 3. Frontu Ukraińskiego rozpoczęły półtoramiesięczne oblężenie Budapesztu.

### Na froncie włoskim
- 3 stycznia – we Włoszech rozpoczęły się walki na Linii Gustawa.
- 11 stycznia – został stracony Galeazzo Ciano i 17 innych dygnitarzy włoskich, oskarżonych o negocjacje z aliantami.
- 15 stycznia – oddziały alianckie we Włoszech zdobyły Monte Trocchio, ostatni ważny bastion przed liniami obronnymi w dolinie rzeki Rapido i przed miastem Cassino.
- 17 stycznia – rozpoczęła się pierwsza bitwa o Monte Cassino.
- 22 stycznia – operacja Shingle: wojska amerykańskie wylądowały pod Anzio.
- 23 stycznia – podczas desantu pod Anzio został zatopiony przez niemieckie lotnictwo brytyjski niszczyciel HMS Janus; zginęło 158 członków załogi, uratowano 94.
- 15 lutego – rozpoczęła się druga bitwa o Monte Cassino.
- 15 marca – rozpoczęła się trzecia bitwa o Monte Cassino.
- 30 kwietnia – w wyniku alianckiego bombardowania miasta Alessandria zginęło 238 osób.
- 11 maja – wojska sprzymierzonych (w tym 2 Korpus Polski) przełamały obronę niemiecką pod Monte Cassino (czwarta bitwa o Monte Cassino).
- 12 maja – rozpoczął się polski szturm na Monte Cassino.
- 18 maja – został zajęty klasztor Monte Cassino przez żołnierzy 2 Korpusu Polskiego.
- 19 maja – Niemcy wycofali się na linię Hitlera.
- 4 czerwca – wojska amerykańskie wkroczyły do Rzymu.
- 26 czerwca – ponad 100 osób zginęło, a 60 zostało rannych w wyniku brytyjskiego nalotu bombowego na San Marino.
- 18 lipca – oddziały 2 Korpusu Polskiego zajęły Ankonę.

### Na froncie zachodnim
- 19 marca – niemiecki okręt podwodny U-1059 został zatopiony na południowy zachód od Wysp Zielonego Przylądka bombami głębinowymi przez samoloty Grumman Avenger i Wildcat z lotniskowca eskortowego USS Block Island. Zginęło 47 członków załogi, 8 (wśród nich ranny dowódca) zostało wziętych do niewoli.
- 28 kwietnia – w trakcie ćwiczeń przed planowanym lądowaniem w Normandii (operacja „Tygrys”), w wyniku ataku dziewięciu niemieckich kutrów torpedowych na służące do przewozu czołgów amerykańskie okręty desantowe LST(inne języki) zginęło 946 osób.
- 2 maja – niemiecki okręt podwodny U-959 zatonął trafiony bombami głębinowymi zrzuconymi przez brytyjski samolot Fairey Swordfish z lotniskowca eskortowego HMS Fencer; zginęła cała 53 osobowa załoga.
- 6 czerwca – rozpoczęło się lądowanie wojsk alianckich w Normandii, największa operacja desantowa w historii wojen (operacja Overlord).
- 8/9 czerwca – w nocy doszło bitwy morskiej koło wyspy Ouessant na kanale La Manche w której taktyczne zwycięstwo odnieśli alianci.
- 13 czerwca – pod Villers-Bocage w Dolnej Normandii pojedynczy czołg Tiger dowodzony przez Michaela Wittmanna zniszczył w ciągu 20 minut 21 pojazdów (czołgów, transporterów opancerzonych i ciężarówek) należących do brytyjskiego 4. Pułku Pancernego County of London Yeomanry.
- 15 czerwca – u wybrzeży Norwegii brytyjski okręt podwodny HMS „Satyr”(inne języki) zatopił niemieckiego U-Boota U-987; zginęła cała 53-osobowa załoga.
- 5 lipca – syn polskich emigrantów Francis Gabreski, najlepszy amerykański as myśliwski w czasie II wojny światowej, zestrzelił swój rekordowy 28. niemiecki samolot.
- 9 lipca – Brytyjczycy zdobyli Caen w Normandii. Zakończyło to operację o kryptonimie Overlord.
- 25 lipca – początek operacji Cobra, przełamanie przez Amerykanów frontu w Normandii.
- 7 sierpnia – rozpoczęła się bitwa pod Falaise.
- 15 sierpnia – alianci dokonali desantu w Prowansji (operacja Anvil-Dragoon).
- 19 sierpnia:
  - front zachodni: rozpoczęła się bitwa o Mont Ormel.
  - wybuchło powstanie paryskie.
- 21 sierpnia – zakończenie bitwy o Mont Ormel; 50 000 żołnierzy niemieckiej Grupy Armii B poddaje się w kotle pod Falaise.
- 22 sierpnia – zakończyła się bitwa pod Falaise.
- 23 sierpnia – wojska alianckie zdobyły Marsylię.
- 25 sierpnia – wyzwolenie Paryża, symboliczny koniec operacji Overlord.
- 27 sierpnia – 13 grudnia – zwycięstwo wojsk amerykańskich w bitwie o Metz.
- 4 września – wyzwolenie Antwerpii.
- 8 września – na Paryż został wystrzelony pierwszy niemiecki pocisk rakietowy V2.
- 9 września – odpalenie pierwszych dwóch rakiet V2 na Londyn przez III Rzeszę.
- 10 września – alianci wyzwolili Luksemburg.
- 17 września – rozpoczęła się operacja Market-Garden.
- 19 września – rozpoczęła się bitwa o las Hürtgen.
- 21 września – operacja Market Garden: desant 1. Samodzielnej Brygady Spadochronowej w holenderskiej miejscowości Driel.
- 26 września – w wyniku niepowodzenia operacji Market-Garden polskich i brytyjskich spadochroniarzy wycofano z okolic Arnhem.
- 21 października – Amerykanie zajęli Akwizgran.
- 29 października – polska 1 Dywizja Pancerna zajęła Bredę.
- 8 listopada – zwycięstwo wojsk alianckich w bitwie o Skaldę.
- 12 listopada – podczas nalotu bombowców Royal Air Force zatopiono niemiecki pancernik Tirpitz.
- 21 listopada – oddziały francuskie wyzwoliły Miluzę.
- 23 listopada – wojska francuskie zajęły Strasburg.
- 13 grudnia – zwycięstwo wojsk amerykańskich po trzymiesięcznym starciu z Wehrmachtem i Waffen-SS w bitwie o Metz.
- 16 grudnia:
  - rozpoczęła się ostatnia ofensywa niemiecka w Ardenach.
  - niemiecki pocisk rakietowy V2 uderzył w budynek kina w belgijskiej Antwerpii; zginęło 567 osób.
- 17 grudnia – miała miejsce masakra w Malmédy; zbrodnia wojenna popełniona na amerykańskich jeńcach wojennych przez niemieckie jednostki Waffen-SS, w czasie niemieckiej ofensywy w Ardenach.
- 23 grudnia – ofensywa w Ardenach: po tygodniowych walkach Niemcy zdobyli miasto Sankt Vith.
- 26 grudnia – ofensywa w Ardenach: zwycięska obrona Bastogne przez wojska amerykańskie.

### W Rzeszy
- 4 stycznia – w Niemczech została ogłoszono mobilizację dzieci w wieku szkolnym do prac „przydatnych w wysiłku wojennym”.
- 12 lutego – Adolf Hitler wydał rozkaz zdjęcia ze stanowiska szefa Abwehry admirała Canarisa. Abwehra zostaje wydzielona ze struktur Oberkommando der Wehrmacht (Naczelnego Dowództwa Wehrmachtu) i podporządkowana Głównemu Urzędowi Bezpieczeństwa Rzeszy.
- 29 lutego – na poligonie w Peenemünde dokonano pierwszego udanego wystrzelenia rakietowego pocisku przeciwlotniczego Wasserfall.
- 22/23 marca – ze Stalagu III na Dolnym Śląsku uciekła grupa alianckich oficerów.
- 30 marca:
  - 781 samolotów RAF zbombardowało Norymbergę.
  - 545 lotników zginęło, a 152 dostało się do niewoli w wyniku zestrzelenia 95 spośród 795 brytyjskich bombowców, biorących udział w nalocie na Norymbergę. Była to najtragiczniejsza akcja w historii RAF Bomber Command.
- 13 czerwca – Niemcy dokonali pierwszego wystrzelenia pocisku V-1 na Anglię.
- 20 lipca – o godz. 12.42 w głównej kwaterze führera na terenie Prus Wschodnich, zwanej „wilczym szańcem” został dokonany zamach na Hitlera. Bombę przemycił do baraku odpraw hrabia Stauffenberg.
- 7 sierpnia – ośmiu uczestników spisku przeciwko Hitlerowi zostało osądzonych przez Trybunał Ludowy w Berlinie. Wyroki śmierci zostały wykonane tego samego dnia.
- 11 września – w nalocie dywanowym na Darmstadt zginęło ponad 11 tys. osób.
- 14 października – w Herrlingen koło Ulm feldmarszałek Erwin Rommel, podejrzewany o udział w spisku przeciwko Hitlerowi, popełnił samobójstwo.
- 15 października – Brunszwik: 2600 osób zginęło wskutek burzy ogniowej wywołanej alianckim nalotem.
- 22 października – żołnierze sowieccy dokonali zbrodni na niemieckiej ludności w Nemmersdorf.
- 25 października – Adolf Hitler wydał dekret powołujący Volksturm.
- 8 listopada – w wyniku awarii silnika lub z powodu zestrzelenia rozbił się myśliwiec odrzutowy Me 263 pilotowany przez Waltera Nowotnego, niemieckiego asa myśliwskiego urodzonego w Austrii.
- 10 listopada – w Kolonii powieszono przywódców antynazistowskiej organizacji młodzieżowej Edelweisspiraten.
- 16 listopada – 3106 osób zginęło podczas alianckiego nalotu dywanowego na niemieckie miasto Düren.
- 27 listopada – bombowce Royal Air Force dokonały nalotu dywanowego na Fryburg Bryzgowijski (Badenia-Wirtembergia). Zginęło 2 800 osób, 10 tys. zostało rannych, a 28 tys. straciło dach nad głową.
- 4 grudnia – w wyniku bombardowania Heilbronnu zginęło około 6500 osób.
- 6 grudnia – dokonano oblotu niemieckiego myśliwca odrzutowego Heinkel He 162.
- 17 grudnia – w wyniku nalotu bombowców Royal Air Force na Ulm (Badenia-Wirtembergia) zginęło 707 osób, 613 zostało rannych.

### W Wielkiej Brytanii
- 13/14 czerwca – nocą pierwszy pocisk V1 spadł na Londyn.
- 8 września – pierwsza niemiecka rakieta V2 uderzyła w Londyn.
- 30 września – pod naciskiem Brytyjczyków ze stanowiska Naczelnego Wodza odwołano gen. Kazimierza Sosnkowskiego.

## 1945

### W okupowanych, wyzwalanych krajach
- 20 stycznia – Węgry podpisały bezwarunkową kapitulację i wypowiedziały wojnę Niemcom.
- 12 lutego:
  - w obławie NKWD zginął zastrzelony ukraiński działacz niepodległościowy Dmytro Klaczkiwski, członek OUN, żołnierz Ukraińskiej Powstańczej Armii, dowódca UPA-Północ, główny odpowiedzialny za rzeź wołyńską.
  - grecki, lewicowy, ruch partyzancki ELAS, rząd i Brytyjczycy podpisują umowę w Warkizie o niezwłocznym rozformowaniu ELAS, przyszłym wprowadzeniu ustroju demokratycznego, abolicji i tworzeniu wspólnego wojska i policji (umowy nie dotrzymano).
- 14 lutego – 701 osób zginęło, a 1184 zostały ranne w wyniku amerykańskiego zbombardowania Pragi, pomylonej przez nawigatorów z Dreznem.
- 3 marca – pijani lotnicy brytyjscy zbombardowali omyłkowo jedną z dzielnic holenderskiej Hagi, w wyniku czego zginęło około 500 osób, 200 odniosło rany, a 30 tys. straciło dach nad głową.
- 21 marca – w czasie brytyjskiego nalotu bombowego na siedzibę Gestapo w Kopenhadze doszło do omyłkowego zbombardowania pobliskiej szkoły, w wyniku czego zginęły 102 osoby, w tym 86 dzieci.
- 25 marca – około 180 robotników przymusowych (węgierskich Żydów) zostało zamordowanych w austriackim Rechnitz.
- 27 marca – została wyzwolona Rumia.
- 2 kwietnia – wojska radziecko-bułgarskie rozpoczęły operację wiedeńską.
- 5 kwietnia – na holenderskiej wyspie Texel rozpoczął się antyniemiecki bunt gruzińskich żołnierzy z Batalionów Wschodnich.
- 6 kwietnia – Sarajewo zostało wyzwolone spod okupacji niemieckiej.
- 16 kwietnia – partyzanci jugosłowiańscy rozpoczęli ostatnią ofensywę przeciwko wojskom niemieckim.
- 17 kwietnia – Niemcy zniszczyli zaporę na Wieringermeer w Holandii.
- 25 kwietnia – wojska fińskie wyparły ostatnie jednostki niemieckie z terenu kraju; koniec wojny lapońskiej.
- 26 kwietnia – wojska radzieckie zajęły Brno.
- 1 maja – na terenie Protektoratu Czech i Moraw wybuchło powstanie majowe ludu czeskiego.
- 5 maja:
  - wybuchło powstanie praskie.
  - Holiszowo – ostatnia, samodzielna bitwa polskiej partyzantki z Niemcami (Brygada Świętokrzyska).
- 7 maja – miała miejsce masakra na placu Dam
- 4 września – ostatni niemiecki oddział w Norwegii poddał się na Spitsbergenie; ostatnia kapitulacja w Europie[4].

### Na froncie wschodnim
- 12–15 stycznia – wojska radzieckie przeszły do natarcia między Morzem Bałtyckim i Karpatami. Została przełamana obrona niemiecka nad Wisłą i Narwią.
- 16 stycznia – wyzwolono Częstochowę.
- 17 stycznia – 1 Armia WP wyzwoliła Warszawę (warszawska Praga została oswobodzona 14 stycznia).
- 18 stycznia – wojska niemieckie opuściły Kraków.
- 19 stycznia – wojska 1 Frontu Białoruskiego zdobyły Łódź.
- 23 stycznia – Rosjanie zajęli Bydgoszcz, Opole i Gliwice.
- 27 stycznia – wyzwolono zespół niemieckich obozów koncentracyjnych KL Auschwitz.
- 28 stycznia:
  - wojska radzieckie zajęły Katowice.
  - w Kuźnicy Żelichowskiej oddział Waffen-SS zamordował sześciu włoskich generałów-jeńców wojennych.
- 29 stycznia – rozpoczęły się walki o przełamanie Wału Pomorskiego.
- 1 lutego – wojska radzieckie zajęły Toruń
- 13 lutego – wojska radzieckie zdobyły Budapeszt.
- 18 lutego – operacja Sonnenwende: fiaskiem zakończyła się jedna z ostatnich niemieckich akcji na froncie wschodnim.
- 21 lutego – wojska radzieckie zajęły Koszyce na Słowacji.
- 23 lutego – kapitulacja garnizonu niemieckiego w poznańskiej cytadeli. Zakończenie walk o miasto.
- 3 marca – Finlandia wypowiedziała wojnę III Rzeszy.
- 6 marca – Iwan Sierow został mianowany doradcą NKWD przy Ministerstwie Bezpieczeństwa Publicznego.
- 30 marca – wojska niemieckie opuściły Gdańsk i wycofały się na odcinek ujścia Wisły chroniąc się za polowymi umocnieniami. Gdańsk został zajęty, a następnie podpalony przez jednostki Armii Czerwonej.
- 9 kwietnia – Rosjanie zdobyli w Prusach Wschodnich miasto Królewiec.
- 13 kwietnia – wojska radzieckie zdobyły Wiedeń.
- 16 kwietnia:
  - wojska radzieckie rozpoczęły szturm Berlina.
  - rozpoczęła się bitwa o wzgórza Seelow.
  - niemiecki transportowiec „Goya” został trafiony dwiema torpedami. Zginęło ponad 6 tys. niemieckich uchodźców i żołnierzy.
- 19 kwietnia – zakończyła się bitwa o wzgórza Seelow.
- 21 kwietnia – rozpoczęła się bitwa pod Budziszynem.
- 22 kwietnia – we wsi Niederkaina pod Budziszynem żołnierze Armii Czerwonej spalili żywcem 195 jeńców – członków Volkssturmu.
- 24 kwietnia:
  - wojska radzieckie zamknęły pierścień okrążenia wokół Berlina.
  - rozpoczęła się Bitwa pod Halbe.
  - wyzwolono Opawę.
  - o godz. 11:30 pod Torgau nad Łabą spotykały się jednostki amerykańskie z radzieckimi.
- 26 kwietnia – operacja łużycka: ostatnie w czasie wojny zwycięstwo Wehrmachtu w bitwie pod Budziszynem. W walkach poległo lub zaginęło prawie 8 tys. żołnierzy 2. Armii Wojska Polskiego, a 10,5 tysiąca zostało rannych. Tego samego dnia we wsi Horka Niemcy zmasakrowali kolumnę sanitarną polskiej 9 Dywizji Piechoty, mordując od 150 do 300 rannych oraz członków wojskowego personelu medycznego.
- 28 kwietnia – rozpoczęły się walki uliczne w Berlinie.
- 29 kwietnia – Hitler poślubił Evę Braun.
- 30 kwietnia:
  - oddziały radzieckie dotarły do galerii Kancelarii Rzeszy.
  - Hitler desygnował admirała Karl Dönitza na swojego następcę.
  - o godz. 15.30 Adolf Hitler popełnił samobójstwo w bunkrze Kancelarii Rzeszy.
- 1 maja – spotkały się oddziały amerykańskie i radzieckie na linii Łaby.
- 2 maja – garnizon berliński przestał stawiać opór i skapitulował (Kapitulacja Berlina).
- 3 maja – 1. Armia Wojska Polskiego sforsowała rzekę Hawelę i osiągnęła linię rzeki Łaby w okolicach miasta Sandau (Elbe).
- 6 maja – skapitulowała załoga twierdzy Wrocław (Festung Breslau).
- 8 maja – w Berlinie o godz. 22:43 (według czasu moskiewskiego odbyło się już 9 maja o godz. 0:43), w radzieckiej kwaterze głównej w Berlinie-Karlshorst zostało powtórzone podpisanie aktu kapitulacji III Rzeszy. Podpisali go marszałek Keitel, generał pułkownik Stumpff i admirał von Friedeburg. Wojna w Europie zakończyła się oficjalnie, lecz opór niewielkich oddziałów walczących z Armią Czerwoną trwał jeszcze kilka dni.
- 9 maja:
  - wojska radzieckie wkroczyły do Pragi.
  - partyzanci jugosłowiańscy wkroczyli do Zagrzebia.
- 11 maja – zakończyły się walki na terenie Czechosłowacji.
- 14 maja – o godz. 12:00 skapitulowała niemiecka załoga na Półwyspie Helskim.
- 15 maja – skapitulowały ostatnie oddziały niemieckie w Jugosławii.
- 24 czerwca – rozpoczęło się przegrupowanie radzieckich wojsk pancernych z Niemiec, Polski, Czechosłowacji i Austrii na Daleki Wschód.

### Na froncie włoskim
- 9 kwietnia:
  - sprzymierzeni rozpoczęli ostatnią ofensywę we Włoszech.
  - rozpoczęła się bitwa o Bolonię.
- 21 kwietnia – Polacy wkroczyli do Bolonii (Włochy).
- 25 kwietnia – włoscy partyzanci wyzwolili Genuę, Mediolan i Turyn, co zakończyło niemiecką okupację Włoch.
- 28 kwietnia – komunistyczni partyzanci rozstrzelali w miejscowości Giulino di Mezzegra Benita Mussoliniego i jego kochankę Clarę Petacci.
- 29 kwietnia – podpisano bezwarunkową kapitulację armii niemieckiej na froncie włoskim.
- 2 maja – wojska niemieckie na froncie włoskim skapitulowały.
- 4 maja – w Alpach na przełęczy Brenner spotkali się żołnierze amerykańscy nacierający z północy z rodakami nacierającymi od południa przez północne Włochy.

### Na froncie zachodnim
- 3 stycznia – rozpoczęła się kontrofensywa aliantów w Ardenach.
- 7 stycznia – Adolf Hitler nakazał wycofanie niemieckich jednostek biorących udział w ofensywie w Ardenach.
- 25 stycznia – zakończyła się nieudana niemiecka ofensywa w Ardenach.
- 31 stycznia – szeregowiec Eddie Slovik został rozstrzelany za dezercję, jako jedyny żołnierz US Army od zakończenia wojny secesyjnej.
- 2 lutego – sprzymierzeni rozpoczęli ofensywę między Mozą i Renem.
- 3 lutego – w nalocie lotnictwa amerykańskiego na Berlin zginęło ok. 22 tys. osób.
- 10 lutego – zakończyła się bitwa o las Hürtgen.
- 22 marca – alianci sforsowali Ren.
- 24 marca – w trakcie forsowania Renu alianci przeprowadzili udaną operację powietrznodesantową z udziałem 16 tys. spadochroniarzy.
- 15 kwietnia – wojska brytyjskie wyzwoliły obóz koncentracyjny Bergen-Belsen w Dolnej Saksonii.
- 17 kwietnia – niemiecka 300-tysięczna Grupa Armii „B” feldmarszałka Walthera Modela skapitulowała przed Amerykanami.
- 18 kwietnia – lotnictwo sprzymierzonych zbombardowało wyspę Helgoland na Morzu Północnym.
- 23 kwietnia – Amerykanie wyzwolili obóz koncentracyjny Flossenbürg.
- 25 kwietnia – w Torgau nad Łabą doszło do spotkania wojsk radzieckich i amerykańskich.
- 3 maja:
  - wojska brytyjskie wkroczyły do Hamburga.
  - 1. Dywizja Pancerna gen. Stanisława Maczka opanowała rejon Westerstede.
- 4 maja – poddały się wojska niemieckie znajdujące się w północno-zachodnich Niemczech i Danii.
- 5 maja:
  - 1. Dywizja Pancerna gen. Stanisława Maczka zdobyła Wilhelmshaven.
  - skapitulowały wojska III Rzeszy w południowych Niemczech, Tyrolu, zachodniej Austrii, Danii i Holandii.
  - Wojska amerykańskie wyzwoliły obóz koncentracyjny Mauthausen-Gusen.
- 6 maja – dowódca 1. Dywizji Pancernej, gen. Stanisław Maczek przyjął w porcie wojennym Wilhelmshaven kapitulację dowództwa bazy Kriegsmarine.
- 7 maja:
  - o godz. 2.41 w Reims przedstawiciel Grossadmirała Karla Dönitza, generał pułkownik Jodl podpisał akt bezwarunkowej kapitulacji niemieckich sił zbrojnych i przerwania działań wojennych 8 maja o godz. 23.01 czasu środkowoeuropejskiego. Akt kapitulacji III Rzeszy został powtórzony następnego dnia na żądanie strony sowieckiej.
  - ostatnie alianckie statki handlowe padają u wybrzeży Szkocji ofiarami U-Bootów (U-1023, U-2336).

### W Rzeszy
- 16 stycznia – w wyniku alianckiego nalotu na Magdeburg zginęło 16 tys. osób.
- 30 stycznia – radziecki okręt podwodny zatopił na Bałtyku niemiecki statek z uchodźcami z Gdańska MS Wilhelm Gustloff.
- 8 lutego – brawurowa ucieczka z niemieckiej niewoli radzieckiego asa myśliwskiego Michaiła Diewiatajewa: przebywający w obozie na wyspie Uznam Diewiatajew wraz z grupą 10 jeńców uprowadził bombowiec Heinkel He 111 z wojskowej bazy Peenemünde, skąd przeleciał w stronę postępujących na zachód oddziałów Armii Czerwonej.
- 13–14 lutego – lotnictwo alianckie zniszczyło nalotami dywanowymi Drezno; zginęło około 35 tysięcy osób.
- 27 lutego – w wyniku brytyjskiego nalotu na Moguncję zginęło około 1200 osób.
- 2 marca – niemiecki okręt podwodny U-3519 został zatopiony przez brytyjską minę morską na wysokości Rostocku; zginęło 75 członków załogi, 3 uratowano.
- 5 marca – w wyniku brytyjskiego nalotu bombowego na Chemnitz zginęło około 4 tys. osób.
- 14 marca – na wiadukt w niemieckim Bielefeldzie zrzucono po raz pierwszy brytyjską 10-tonową bombę burzącą Grand Slam.
- 16 marca – samoloty RAF zbombardowały Würzburg; zginęło 5 tys. osób.
- 18 marca – 1250 samolotów amerykańskich dokonało nalotu bombowego na Berlin.
- 19 marca:
  - Adolf Hitler nakazał zniszczenie w Niemczech wszystkiego, co przeciwnik mógłby wykorzystać do kontynuowania walki (tzw. rozkaz Nerona).
  - wyniku alianckiego nalotu bombowego na niemiecką Jenę zginęło około 140 osób.
- 21 marca – wojska amerykańskie zajęły Saarbrücken.
- 9 kwietnia:
  - mieszkańcy Celle w Dolnej Saksonii zamordowali 170 więźniów (w tym co najmniej 14 Polaków) transportowanych do Bergen-Belsen.
  - były szef Abwehry Wilhelm Canaris, skazany poprzedniego dnia przez sąd doraźny na karę śmierci, został uduszony struną fortepianową przez strażników w obozie koncentracyjnym Flossenbürg w Bawarii.
- 10 kwietnia – około 900 osób zginęło w wyniku alianckiego nalotu bombowego na Plauen w Saksonii.
- 12 kwietnia – Erfurt został zniszczony w wyniku alianckiego nalotu dywanowego.
- 20 kwietnia – Adolf Hitler świętował w oblężonym Berlinie swe 56 urodziny.
- 29 kwietnia – Hitler poślubił Evę Braun.
- 30 kwietnia:
  - oddziały radzieckie dotarły do galerii Kancelarii Rzeszy.
  - Hitler desygnował Grossadmirała Dönitza na swojego następcę.
  - o godz. 15.30 Adolf Hitler popełnił samobójstwo w bunkrze Kancelarii Rzeszy.
- 1 maja:
  - spotkały się oddziały amerykańskie i radzieckie na linii Łaby.
  - Magda Goebbels wraz z doktorem SS Ludwigiem Stumpfeggerem otruła sześcioro swych dzieci, a następnie udała się wraz z mężem Josephem Goebbelsem do ogrodów kancelarii, gdzie Goebbels zastrzelił żonę, a następnie siebie lub też obydwoje zażyli truciznę i zostali zastrzeleni z broni maszynowej przez żołnierza SS.
- 2 maja:
  - Armia Czerwona wraz z oddziałami 1. Armii Wojska Polskiego zdobyła Berlin. Polacy zawiesili sztandar na kolumnie Siegessäule.
  - wojska brytyjskie zdobyły Eutin w Szlezwiku-Holsztynie.
  - garnizon berliński przestał stawiać opór i skapitulował (Kapitulacja Berlina).
- 3 maja:
  - na Zatoce Lubeckiej samoloty RAF omyłkowo zatopiły statki: SS Cap Arcona, Thielbek, wiozące więźniów z obozów koncentracyjnych oraz SS Deutschland obsadzony niemiecką załogą, czwarty statek Athen zdołał zawinąć do portu. Zginęło około 7,7 tys. osób.
  - 1. Armia Wojska Polskiego sforsowała rzekę Hawelę i osiągnęła linię rzeki Łaby w okolicach miasta Sandau (Elbe).
  - 1. Dywizja Pancerna gen. Stanisława Maczka opanowała rejon Westerstede.
  - wojska brytyjskie wkroczyły do Hamburga.
- 4 maja:
  - skapitulowały oddziały niemieckie znajdujące się w północno-zachodnich Niemczech i Danii.
  - Hans Frank został aresztowany przez porucznika amerykańskiego wywiadu wojskowego Waltera Steina w bawarskiej miejscowości Neuhaus am Schliersee, gdzie urządził „filię Generalnego Gubernatorstwa w Polsce”.
  - wojska brytyjskie zajęły opuszczony obóz koncentracyjny Neuengamme w Hamburgu.
- 6 maja – dowódca 1. Dywizji Pancernej, gen. Stanisław Maczek przyjął w porcie wojennym Wilhelmshaven kapitulację dowództwa bazy Kriegsmarine.